# Rettungskapsel

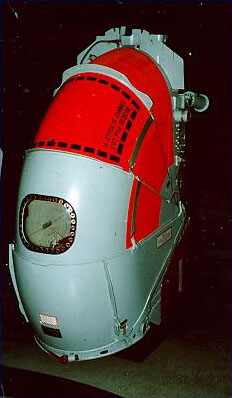
Rettungskapsel eines B-58-Bombers

Eine Rettungskapsel, manchmal auch Fluchtkapsel, ist ein Rettungsmittel und kann Teil der Notfallausrüstung eines Fahrzeugs oder eines Habitats sein. Sie schließt ihre Insassen während einer Evakuierung ein und schützt sie vor den Umgebungsbedingungen. Dies kann eine grundsätzlich lebensfeindliche Umgebung wie Unterwasser oder im Weltraum sein. Sie kann aber auch durch Begleiterscheinungen der Ereignisse entstanden sein, die eine Evakuierung notwendig machen, beispielsweise Rauch, Trümmerflug oder Feuer nach Unfällen oder kriegerischen Handlungen.

## Abgrenzung zu anderen Rettungsmitteln

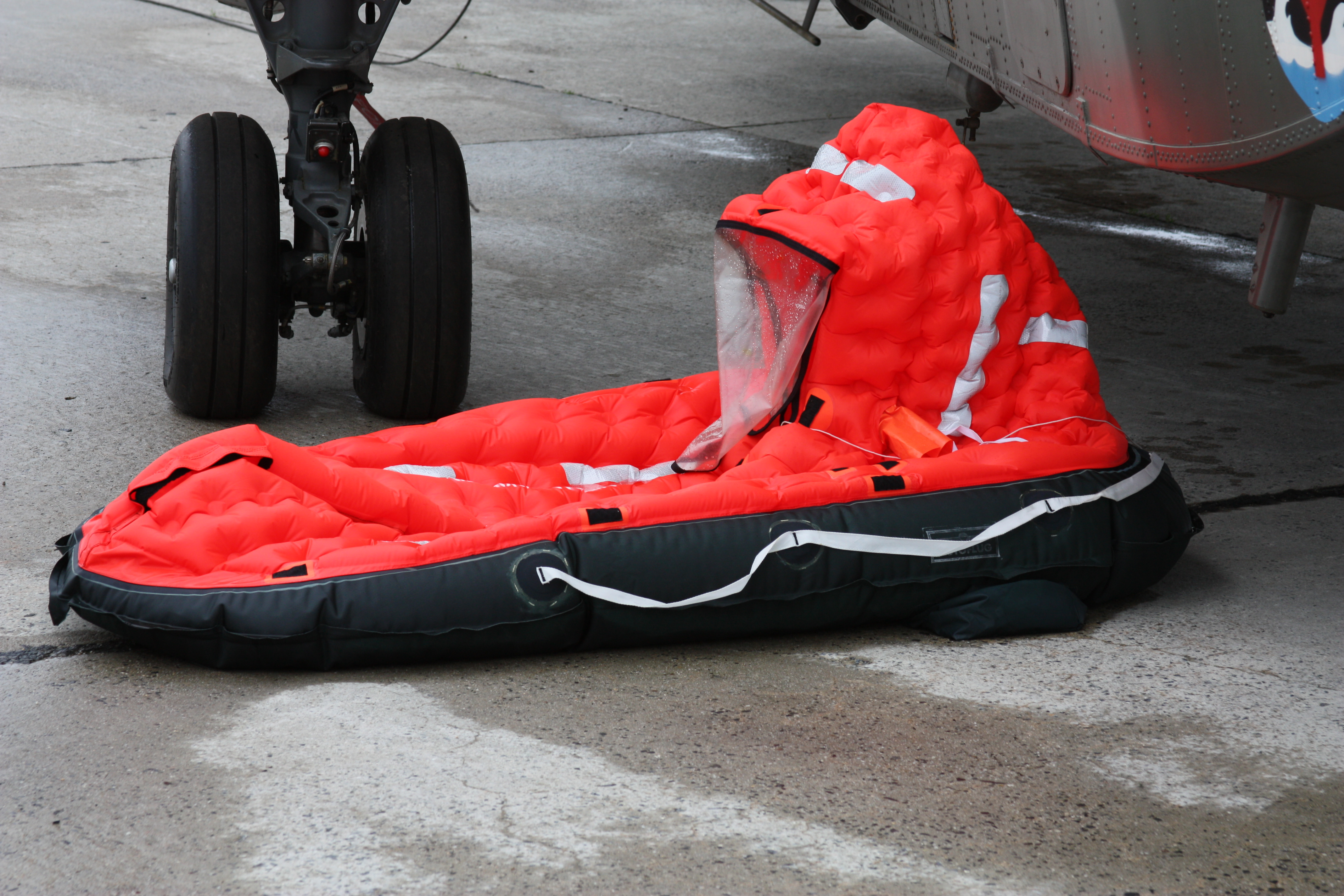
Das 1-Personen-Rettungsfloß für Luftfahrzeuge kapselt seinen Insassen ein

Rettungskapseln verfügen in ihrer Funktion über gemeinsame Schnittmengen mit anderen Rettungsmitteln wie Überlebensanzüge, Rettungsboote oder Rettungsflöße bzw. -inseln.
Die Aufgabe von Rettungskapseln besteht hauptsächlich darin, die Insassen zumindest in der Evakuierungsphase, während sie aus der unmittelbaren Gefahrenzone herausbefördert werden, von der Umgebung abzuschirmen. Eine Rettungskapsel ist daher im Gegensatz zu einem Schutzraum ortsveränderlich, verfügt aber nicht zwangsläufig über einen eigenen Antrieb. Es können Ab- und Ausstoßvorrichtungen des Trägers oder externe Hilfen verwendet werden, um die Rettungskapseln freizusetzen bzw. sie aus der Gefahrenzone zu befördern. Alternativ verfügt die Kapsel über einen eigenen Antrieb für die Evakuierung.
Der Begriff der Rettungskapsel ist in Umgebungen, in der Menschen nicht ohne technische Hilfen agieren oder gar überleben können, wie der der Aeronautik oder Unterseetechnik etabliert. Im maritimen „Überwasser“-Umfeld kommen hingegen Rettungsmittel zum Einsatz, die in Form von Rettungsbooten, Rettungsflößen und -inseln auf eine lange Entwicklungsgeschichte und Begriffstradition zurückblicken. Das Konzept der Rettungskapsel findet auch dort Anwendung, jedoch wird der Begriff nur für wenige sehr speziell gestaltete Geräte und Vorrichtungen, oder für das abstrakte Funktionsprinzip verwendet. So schotten Rettungsboote und -flöße ihre Insassen nicht per Definition von der Umgebung ab, viele moderne Rettungsmittel erfüllen jedoch auch dieses Kriterium durch eine geschlossene Bauweise.
Speziell Freifallrettungsboote entsprechen sehr umfassend dem Konzept der Rettungskapsel und kombinieren es mit dem des Rettungsbootes. Nachdem die Plätze besetzt und alle angeschnallt sind, wird ein Ausklinkmechanismus betätigt. Danach rutscht das vollkommen geschlossene Boot von einer Rampe, stürzt ins Wasser und treibt durch seinen Impuls aus der unmittelbaren Umgebung des Trägers heraus. Anschließend kann es mit seinem Antrieb einen Evakuierungspunkt ansteuern. Einfache teils offene Rettungsboote hingegen müssen von der Besatzung und Hilfsvorrichtungen (Davits) ausgebracht und aktiv aus der Gefahrenzone herausmanövriert werden.
Überlebensanzüge schließen ihren Träger ebenfalls ein. Sie werden jedoch grundsätzlich dem Bereich Schutzkleidung bzw. der Persönlichen Schutzausrüstung zugeordnet. Gleiches gilt für Druck- bzw. Raumanzüge in der Aeronautik.
Eine (Brand-)Fluchthaube dichtet über Schnur- oder Gummizug halbwegs an den Hals der zu rettenden oder flüchtenden Person. Durch Anschluss an den Zweit-Atemregler eines Feuerwehrmitglieds wird Atemluft bei geringem Einatemunterdruck eingespeist. Zusätzlich oder alternativ atmet die flüchtende Person über ein Hopcalit-Filter ein, das CO zu CO2 oxidiert, solange noch daneben Sauerstoff vorhanden ist. Die Fluchthaube umschließt den Kopf und schützt im Zusammenwirken mit einer Nasenklemme die Atmungsorgane und die Augen. Bart, Haare (mit einem Haargummi nach hinten zu binden), Brillen oder Hörgerät und Mütze sind kompatibel mit einer Fluchthaube.

## Schutzfunktion
Je nach Umgebung sind Rettungskapseln ausgelegt, um verschiedene äußere Einflüsse ganz oder weitestgehend abzuschirmen:
- Vakuum/Unterdruck, z. B. in der Luft- und Raumfahrt
- Überdruck, z. B. Wasserdruck bei U-Booten
- Feuer und Rauch, z. B. bei Unfällen oder Kriegshandlungen
- Mechanischer Schutz vor Trümmern
- Winddruck (z. B. Luftfahrt)
- Hitze/Kälte

## Luftfahrt
Rettungskapseln in der Luftfahrt gibt bzw. gab es als Weiterentwicklung des Schleudersitzes. Sie finden sich praktisch ausschließlich im militärischen Bereich. Je nach System werden die Besatzungsmitglieder dabei unmittelbar vor der Evakuierung einzeln auf ihren Sitzen in eine Kapsel eingeschlossen und mittels Schleudersitzverfahren aus dem Flugzeug ausgestoßen, oder das Cockpit wird inklusive der Besatzung vom Flugzeug getrennt und mit Raketentreibsätzen in eine sichere Entfernung für das Öffnen der Fallschirme gebracht.
Es gab auch immer wieder Vorschläge, bei großen Passagierflugzeugen die gesamte Kabine als Rettungskapsel abtrennbar zu gestalten und sie im Notfall mit Fallschirmen zu landen. Dieses Konzept konnte sich nicht durchsetzen, da neben dem Zusatzaufwand nur ein sehr kleiner Teil der wahrscheinlichsten Notfallszenarien abgedeckt werden kann. Es wurden jedoch Gesamtrettungssysteme zur kommerziellen Reife gebracht, die kleinere Flugzeuge nach einer Havarie in der Luft an Fallschirmen zu Boden bringen können.
Fallschirme für Rettungskapseln in militärischen Systemen werden ausdrücklich im Rüstungsexportbericht aufgeführt und unterliegen in Deutschland der Exportkontrolle.

### Abtrennbare Cockpits

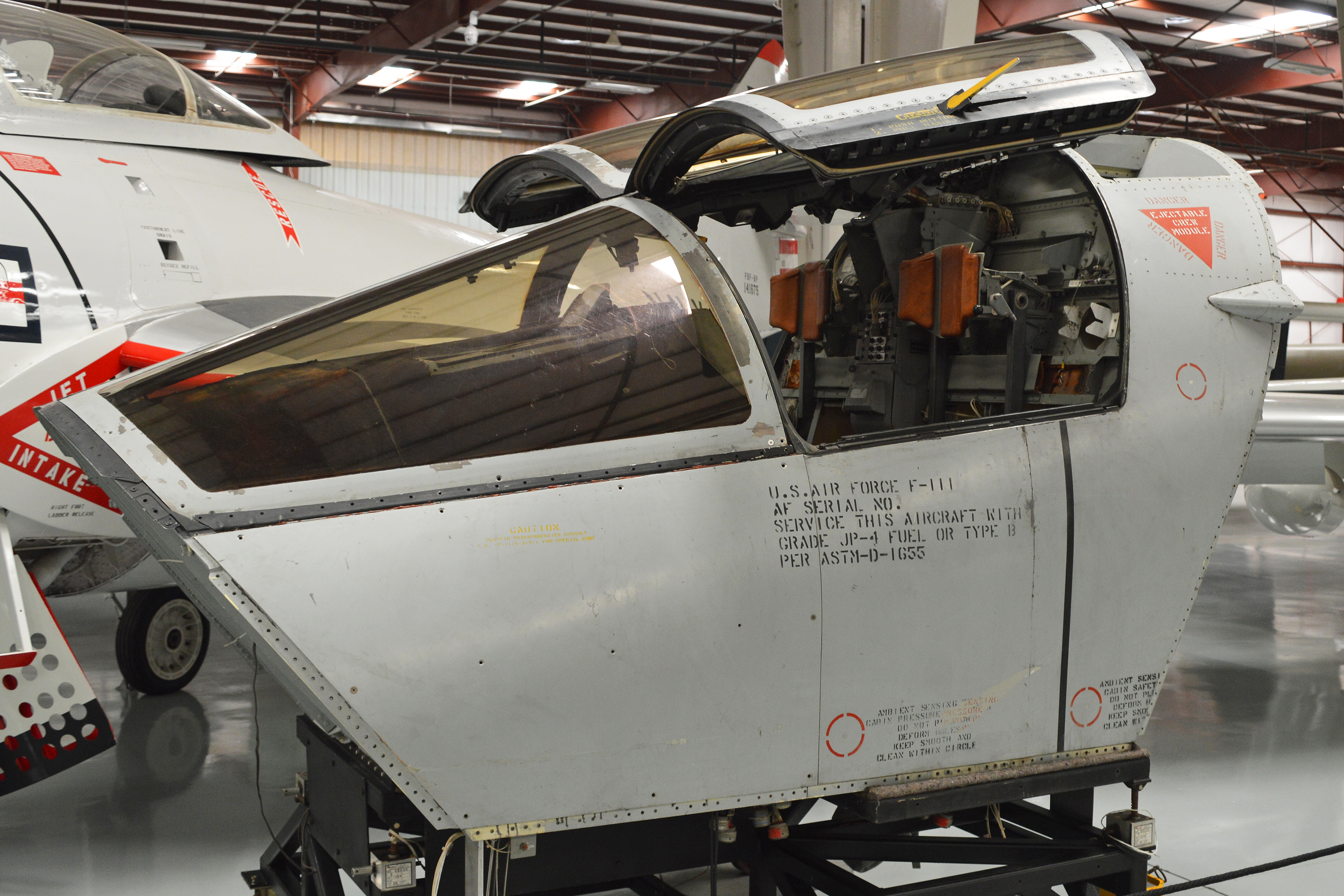
F-111-Cockpit-Rettungskapsel

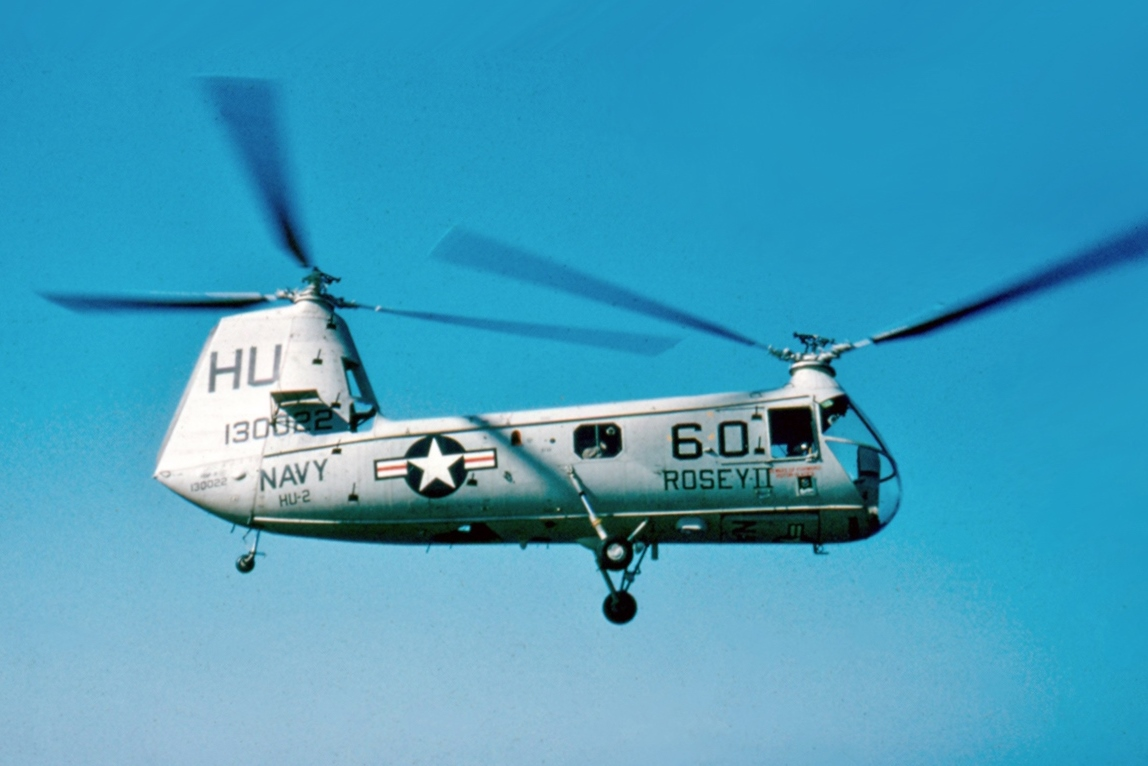
Auch an HU-25-Hubschraubern wurden absprengbare Cockpits erprobt

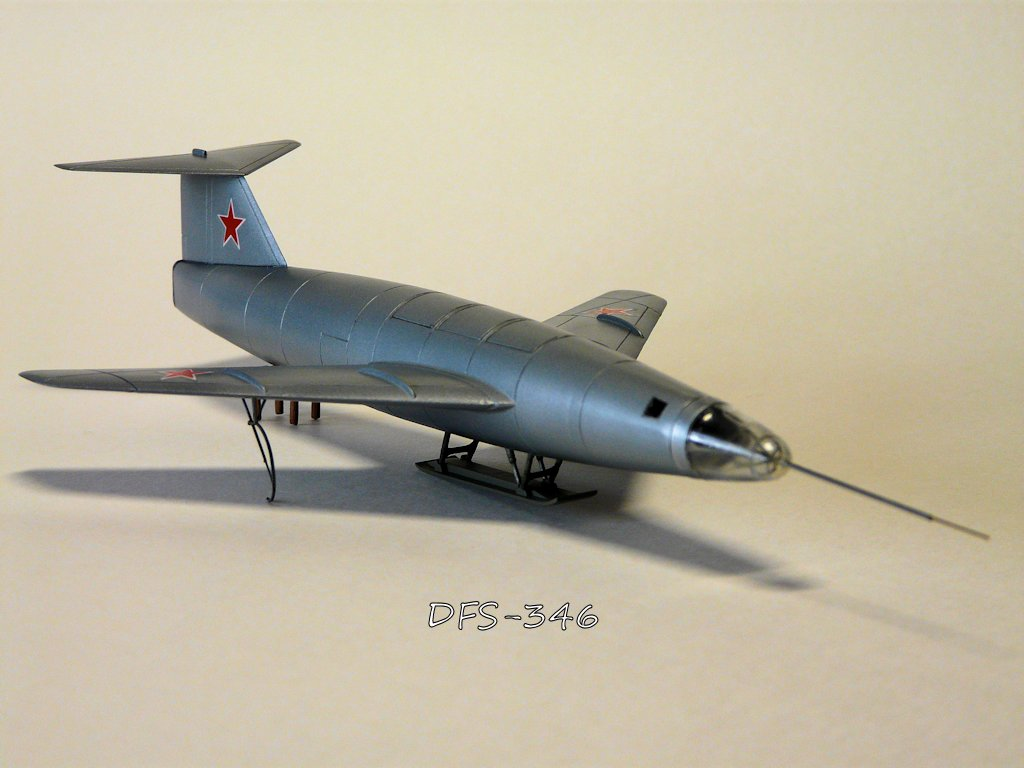
Modell einer OKB 2 346

- DFS 54: Am 6. August 1939 gerieten über der Wasserkuppe in Deutschland zwei Segelflieger in sehr große Höhe und dort in einen Hagelschauer. Ein Flieger stürzte erfroren ab, der andere überlebte verletzt. Daraufhin entwickelte Felix Kracht und seine Kollegen bei Deutschen Forschungsanstalt für Segelflug (DFS) für die DFS 54 ein absprengbares Druckkabinencockpit, aus der der Pilot in sicherer Höhe mittels Druckluftschlitten ausgestoßen werden sollte.[3] Die DFS 54 wurde kriegsbedingt nur zu 80 % fertiggestellt, jedoch rettete diese Konstruktion dem Piloten Wolfgang Ziese bei einem Testflug mit der darauf basierenden OKB-2 346 das Leben.
- Heinkel He 176: Bei diesem deutschen Raketenflugzeug aus dem Jahr 1939 konnte die Bugsektion als Rettungskapsel abgestoßen werden. Der Pilot musste sich jedoch danach zum Fallschirmabsprung selbst befreien.[4]
- DFS 228: Deutsches Höhenaufklärungsflugzeug mit Raketenantrieb aus dem Jahr 1944. Es verfügte über ein absprengbares Druckkabinencockpit der DFS 54 mit Fallschirm, aus dem heraus der Pilot in geringerer Höhe mit seinem persönlichen Fallschirm ausgestoßen werden sollte.[5][6][3]
- DFS 346/OKB-2 346: In Deutschland begonnenes und in der Sowjetunion fortgeführtes Raketenflugzeugprojekt. Auch hier war das absprengbare Druckkabinencockpit mit dem darin liegenden Piloten eine Weiterentwicklung der DFS-54-Kanzel. Die Rettungskapsel kam in der Sowjetunion erfolgreich zum Einsatz und rettete 1951 den (deutschen) Pilot Wolfgang Ziese.[7][6]
- Miles M.52: Britisches Überschall-Raketenflugzeugprojekt (1942–45) mit einem absprengbaren Cockpit ohne Fallschirm, aus dem der Pilot mit seinem persönlichen Fallschirm aussteigen sollte.[8]
- Bell X-2: Überschall-Raketenflugzeug. Die Rettungskapsel verfügte nur über einen kleinen Bremsschirm. Bei ihrem Einsatz 1956 kam der Pilot zu Tode. Er schlug mit der Kapsel auf dem Boden auf, da er nicht in der Lage gewesen war, nach dem Abtrennen aus der Kapsel auszusteigen und seinen Fallschirm zu öffnen.[9] Zuvor hatte er auf diesem Flug als erster Mensch – wenn auch nicht als offizieller Rekord anerkannt – Mach 3 erreicht.
- Suchoi Su-17 (1949): Dieser nie geflogene sowjetische Düsenjäger aus dem Jahr 1949 hatte neben einem Schleudersitz auch ein abwerfbares mit Fallschirm ausgestattetes Cockpit. Der Prototyp wurde bei Beschussversuchen zerstört.[10]
- Heinkel He 031: Ein deutscher Abfangjägerentwurf vom Ende der 1950er Jahre.
- Auch für Hubschrauber wurden in den 1960er Jahren Rettungskapseln in Form absprengbarer Cockpits erprobt. Die US-Marine hatte die Unfälle von 1952 bis 62 studiert und erkannt, dass ein Großteil der Piloten mit einem Rettungssystem, das im Flug funktioniert, gerettet werden könnte. Das Naval Weapons Laboratory (heute Naval Surface Warfare Center Dahlgren Division) in Virgina/USA wurde daraufhin mit einer Machbarkeitsstudie beauftragt. Am Hubschraubermodell des Typs Piasecki UH-25B wurde ein Rettungskapselsystem entwickelt. Es bestand aus einem nachträglich eingerüstetem komplexen System aus pyrotechnischen Zünd- und Sprengschnüren sowie Raketensätzen und Fallschirmen. Zuerst wurden die Rotorblätter abgesprengt und die Pilotenkanzel sowie Kabelverbindungen mittels Sprengschnüren abgetrennt. Das hintere Rumpfteil wurde mit Raketensätzen weggezogen. Kurz danach wurden die vier Fallschirme aus ihren Behältern geschossen und die Rundkappen mittels pyrotechnischer Sätze geöffnet („ultrafast opening“). Das Ganze wurde in Teilversuchen, ab dem 31. März 1966 und danach auch mit ferngesteuert fliegenden Hubschraubern in der Luft unter verschiedenen Bedingungen getestet. Die Versuche waren erfolgreich, und das Verfahren wurde bei einer Flughöhe von über 30 m (100 ft) für grundsätzlich durchführbar befunden. Die Ergebnisse wurden in einem Film, der heute auch öffentlich zugänglich ist, dokumentiert.[11] Über weitere Umsetzungen dieser Ergebnisse ist nichts bekannt. Nur einige wenige russische Kampfhubschrauber verfügen überhaupt über ein Rettungssystem in Form von absprengbaren Rotorblättern und konventionellen Schleudersitzen.
- General Dynamics F-111: Das auch von der australischen und britischen Luftwaffe eingesetzte US-Kampfflugzeug (1964–2010) konnte die gesamte Cockpitsektion auch im Stand als Rettungskapsel absprengen, um dann an Fallschirmen zu landen. Eine der wirklich benutzten Rettungskapseln ist im Dumfries and Galloway Aviation Museum/Schottland erhalten. Während eines Tieffluges am 5. November 1975 wurde durch einen Vogel die Cockpitscheibe zerstört. Der Pilot wurde dabei verletzt. Beide Besatzungsmitglieder überlebten jedoch den folgenden Notausstieg. Das Flugzeug stürzte ins Meer.[12] Daneben sind auch noch weitere Unfälle dieses Typs mit Rettungskapseleinsatz belegt.[13]
- Die ersten drei Rockwell-B-1A-Bomber verfügten über eine Rettungskapsel ähnlich der F-111, jedoch mit vier Sitzen. Beim Absturz der zweiten Maschine am 29. August 1984 während eines Testfluges verlor ein Pilot sein Leben. Sein Sitz war beim Aufprall aus den Halterungen gerissen worden. Die beiden anderen Besatzungsmitglieder in der Kapsel überlebten schwer verletzt. Die Kapsel wurde zwar abgesprengt, jedoch versagte der Fallschirm. Die zusätzlich aufblasbaren Luftkissen konnten durch den Aufprallwinkel ihre Wirkung nicht entfalten. Die B-1B wurde mit konventionellen Schleudersitzen ausgestattet.[14][15]

Deutsches Rettungskapselsystem der DFS 346 (1940er)
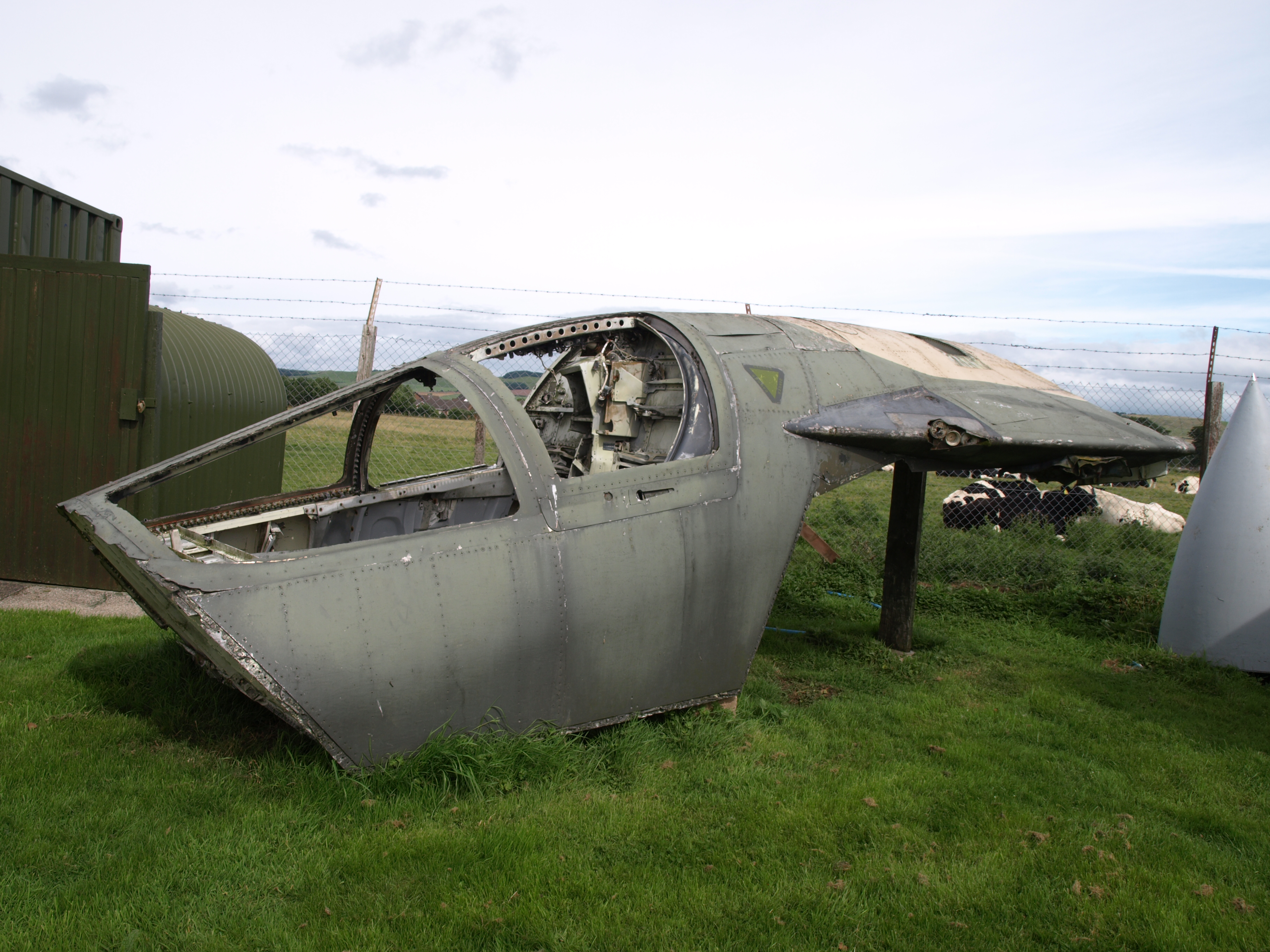
Benutzte Rettungskapsel einer F-111 im Museum
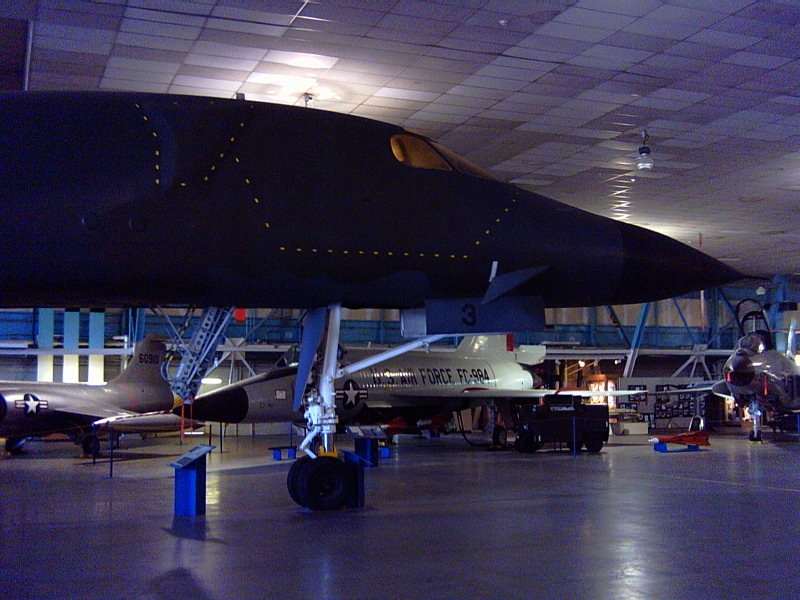
B-1A im Museum mit hervorgehobener Kontur der Rettungskapsel
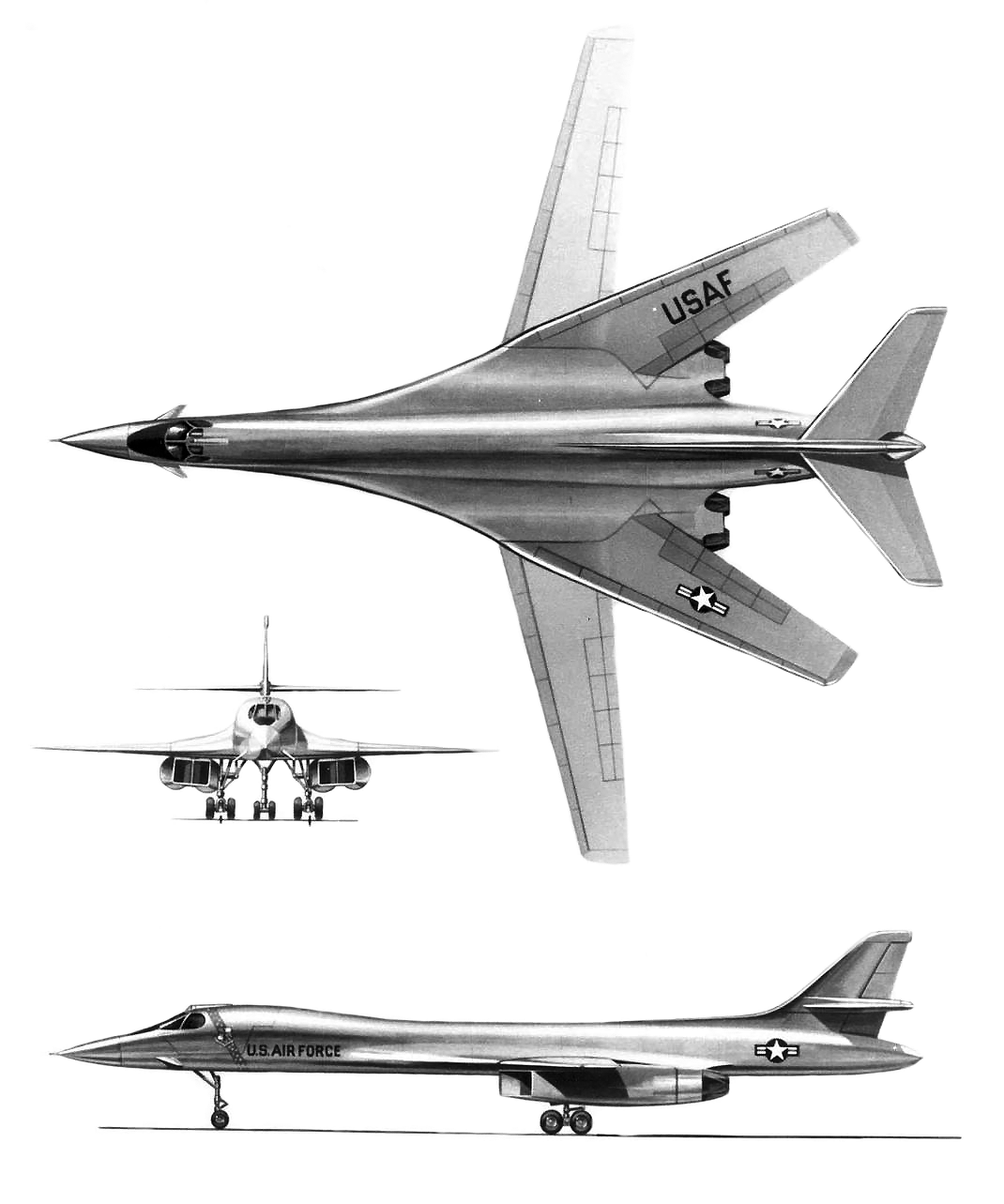
B-1A in der Seitenansicht erkennt man die Rettungskapsel

### Schleudersitz-Rettungskapseln

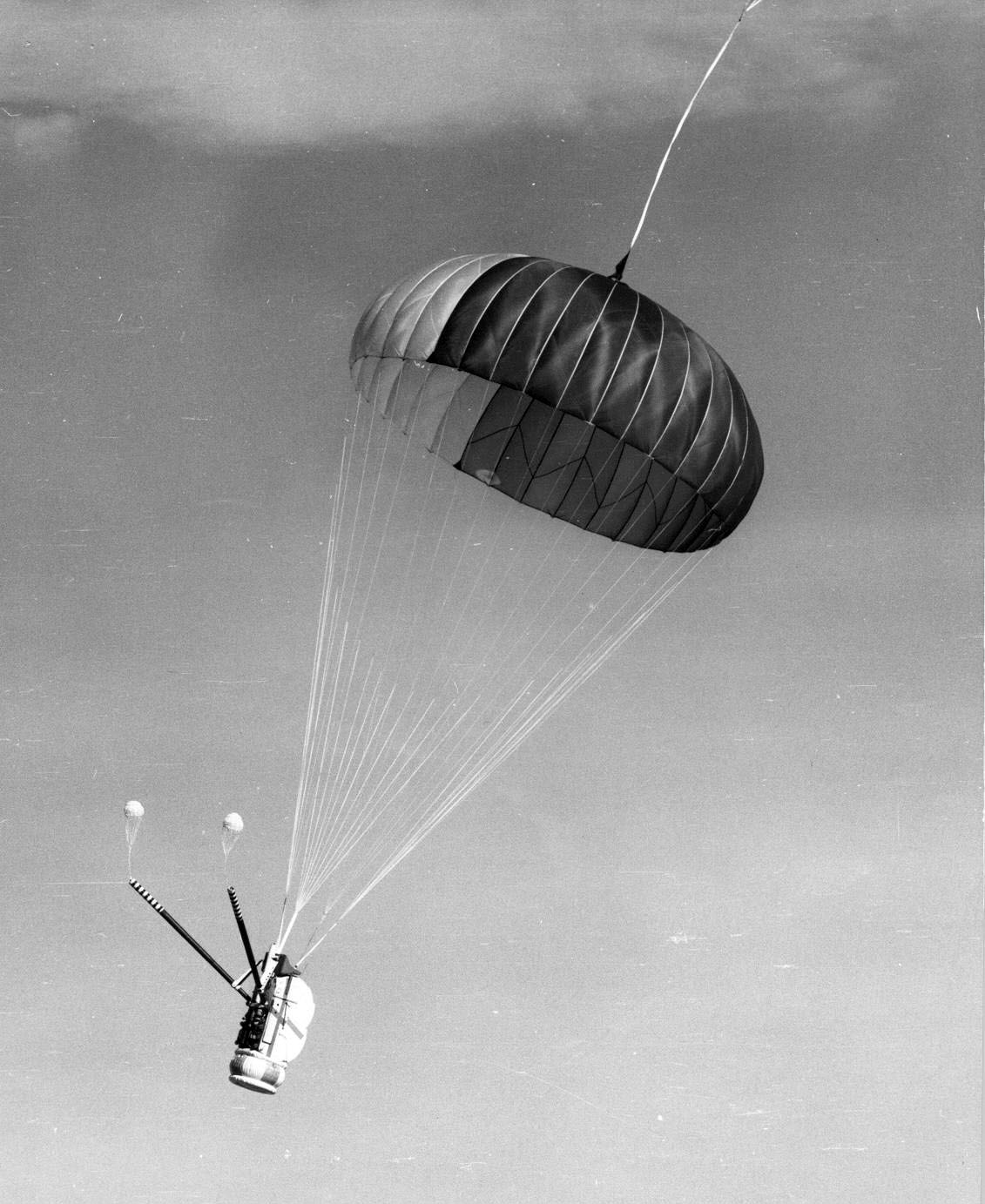
Test einer Valkyrie-Kapsel

Die Entwicklung erfolgte im Zuge der Einführung atomwaffentragender Bomber im Kalten Krieg, die dauerhaft mehrfache Schallgeschwindigkeit erreichen konnten. Es sind zwei US-Flugzeugtypen mit diesem System überliefert. Letztlich setzten sich aber konventionelle Schleudersitze durch, die ebenfalls den Ausstieg bei Überschallgeschwindigkeit ermöglichen. Die Schutzfunktion während des Ausstiegs wird dabei durch Druckanzug und Helm erfüllt.
Der atomwaffentragende Überschallbomber Convair B-58 Hustler der US-Luftwaffe wurde 1960 in Dienst gestellt und verfügte über Rettungskapsel-Schleudersitze für die drei hintereinander sitzenden Besatzungsmitglieder. Es wurden 116 Maschinen gebaut. 25 davon gingen durch Unfälle verloren, wobei teilweise auch die Rettungskapseln zum Einsatz kamen.
Die North American XB-70 Valkyrie war ein Überschallbomberprojekt der US-Luftwaffe mit Erstflug 1964, das zwei Prototypen hervorbrachte. Nach der Kollision eines Prototyps mit einem anderen Flugzeug während eines Foto-Formationsfluges konnte sich der Pilot Alvin White mit der Rettungskapsel ausschießen. Er zog sich jedoch sowohl beim Einschließen in die Rettungskapsel als auch beim Aufprall dieser auf dem Boden Verletzungen zu. Der Copilot Joe Cotton starb im Flugzeug. Es konnte nicht geklärt werden, ob der Notausstieg nicht ausgelöst worden war oder eine Fehlfunktion vorgelegen hatte.
Die beiden US-Abfangjägerprojekte XF-103 und XF-108 aus den 1950ern enthielten einige gemeinsame Komponenten. Dazu zählten auch bereits nach unten ausstoßbaren Rettungskapseln für die Piloten.

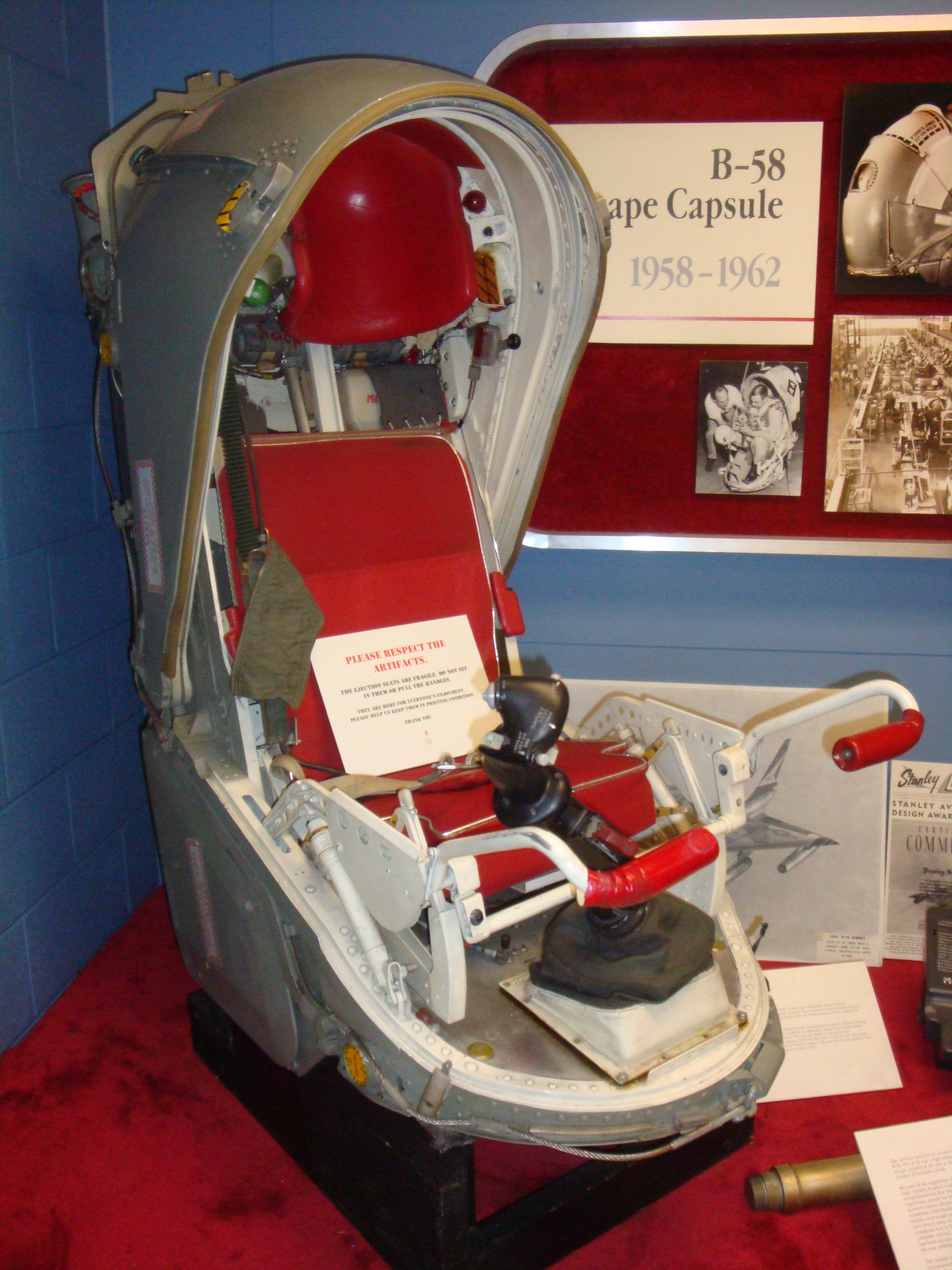
B-58-Kapsel offen
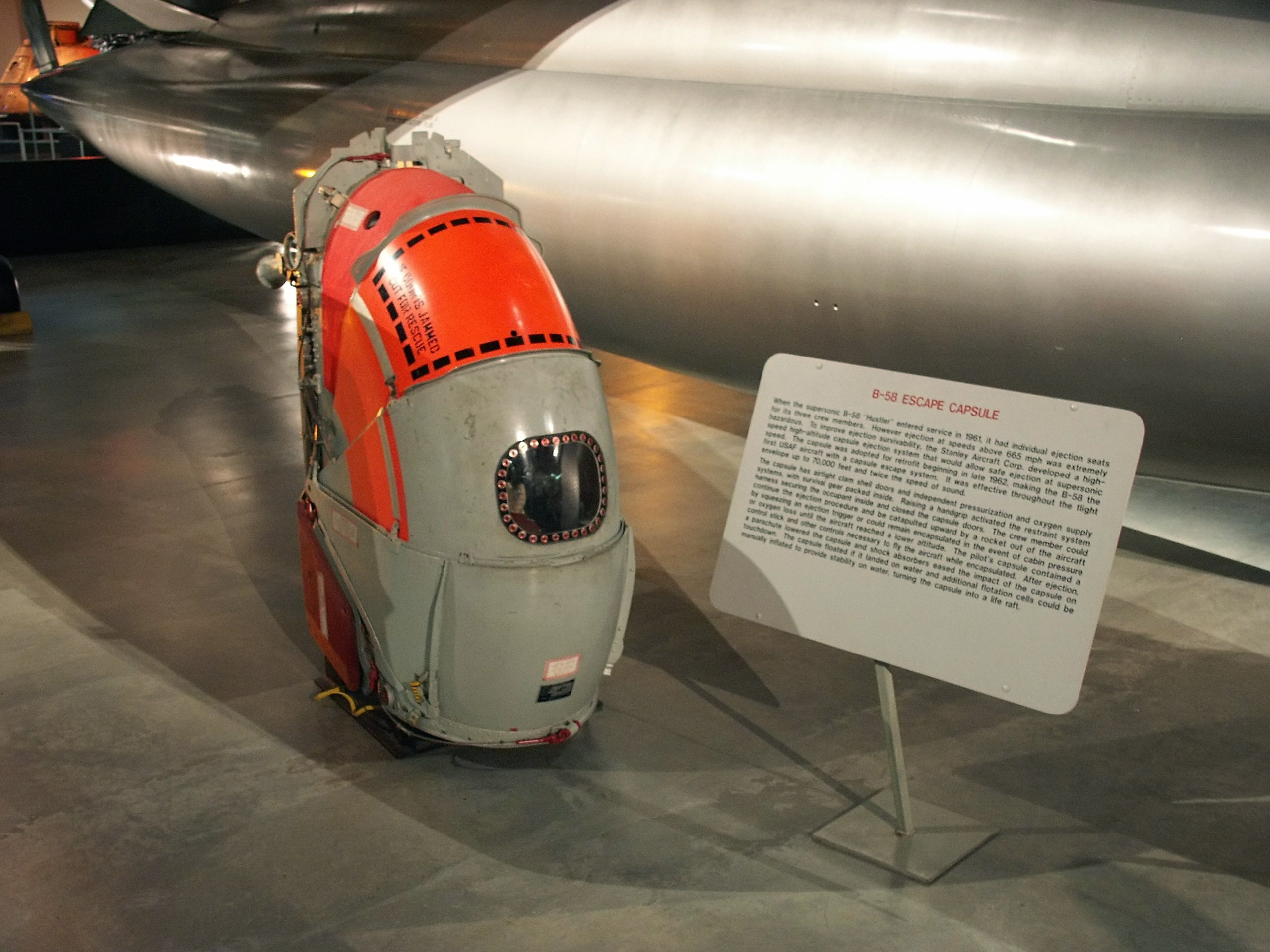
B-58-Kapsel geschlossen
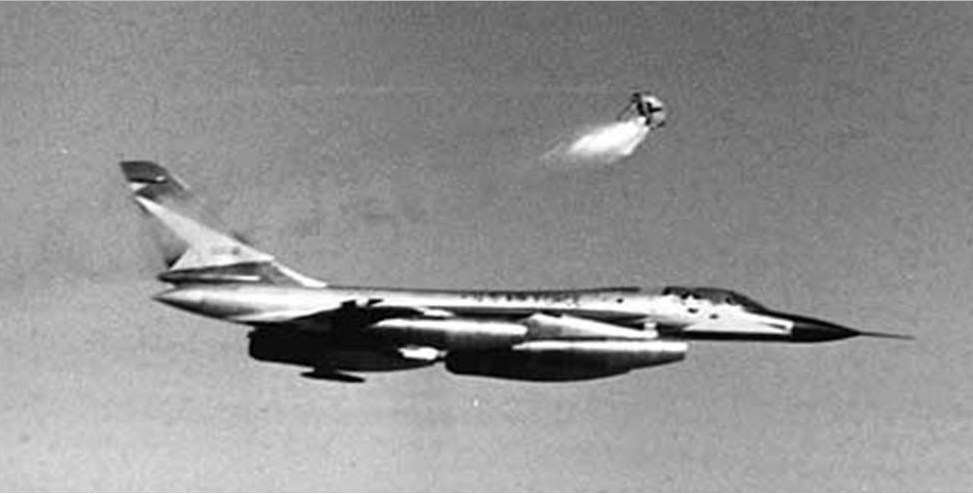
Ausstoß einer B-58-Rettungskapsel
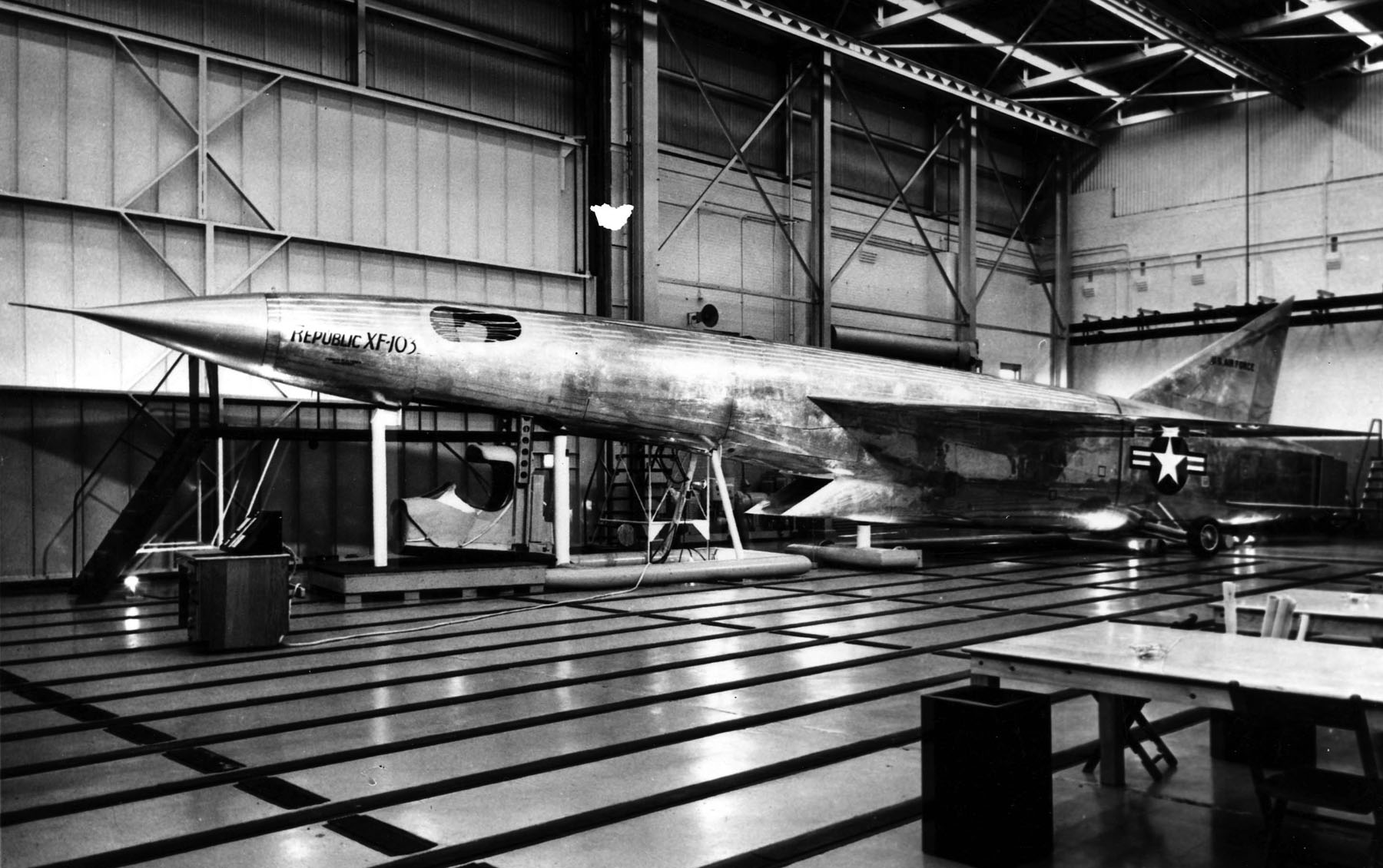
XF-103 mit Kapsel unter dem Rumpf

## Raumfahrt

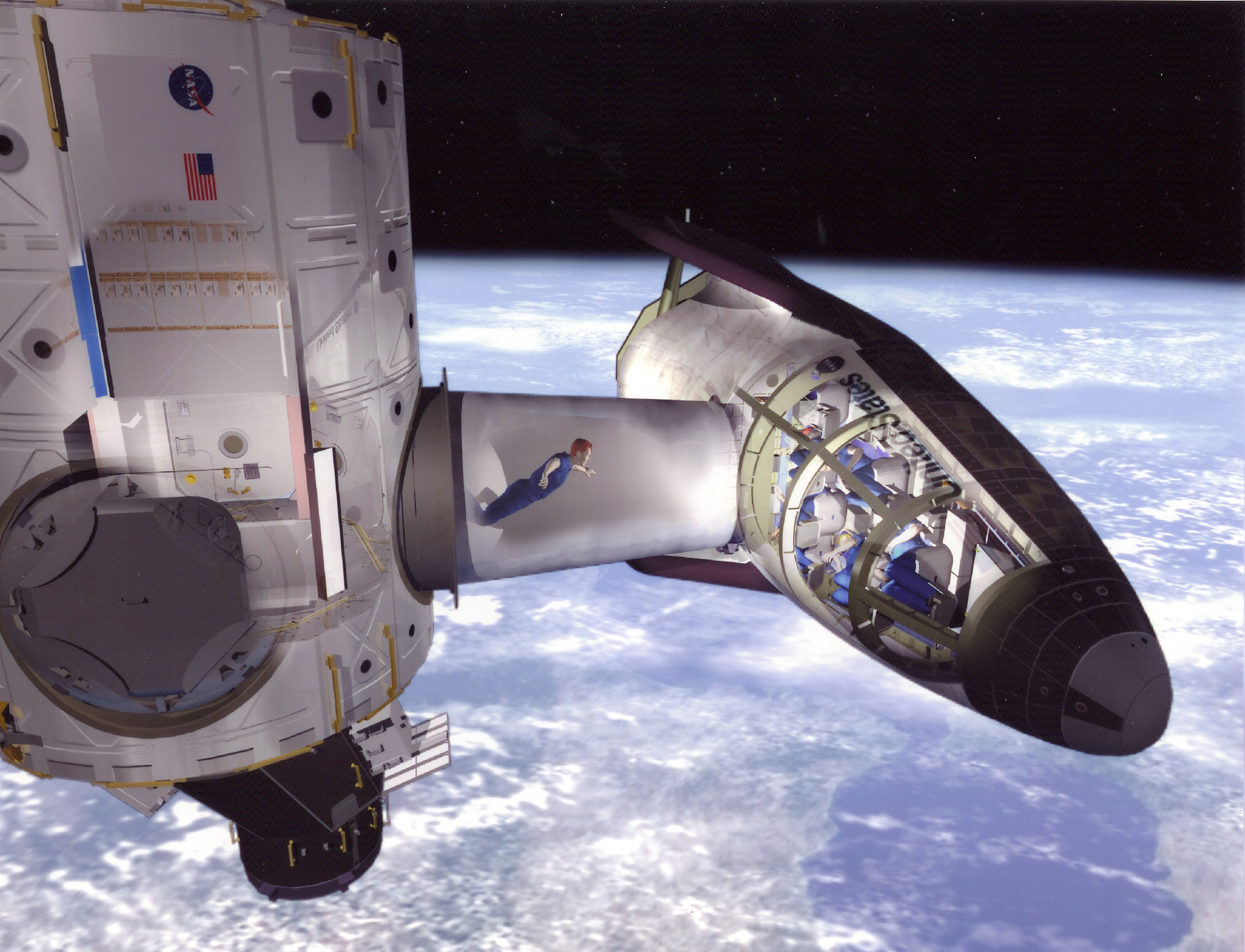
Konzept für das Crew Return Vehicle X-38 an der ISS (Computergrafik 2000)

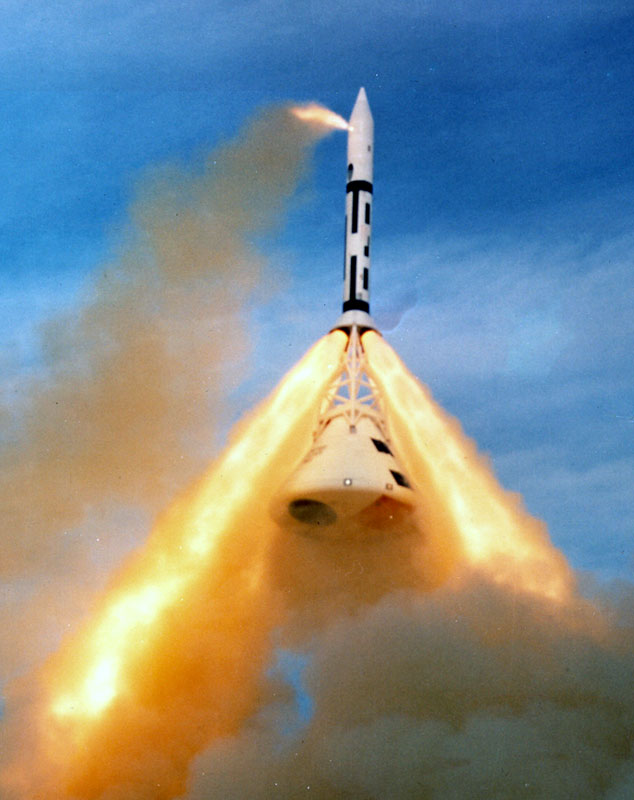
Eine Apollo-Kapsel wird mit der Rettungsrakete weggezogen (Test 1963)

In der Raumfahrt sind vor allem Startunfälle und Havarien im Weltraum Szenarien, in denen Rettungskapseln sich als Evakuierungsmöglichkeit anbieten. Deshalb ist die Raumschiffsektion mit dem Cockpit, bzw. die sogenannte Raumkapsel, die auch als Rückkehrmodul fungiert, auch für einen Startabbruch abtrennbar gestaltet und mit Rettungsraketen oder Fluchttriebwerken ausgestattet.
An Raumstationen übernehmen bisher die angekoppelten Raumschiffe auch die Funktion von Rettungsbooten. Es müssen jederzeit ausreichend Plätze für alle Besatzungsmitglieder der Stationen vorhanden sein. Für diese – für eine Evakuierung bereitgehaltenen – Raumfahrzeuge hat sich der Begriff Crew Return Vehicle (CRV) (anfangs auch Assured Crew Return Vehicle – ACRV) etabliert. Er lässt sich zu Konzepten und Entwicklungsarbeiten von Rettungskapseln für die Vorläufer der Internationalen Raumstation (ISS) zurückverfolgen. Davon abgesehen hat es praktisch seit Beginn der Raumfahrt viele Ideen, Konzepte und auch konkrete Entwicklungen für Weltraum-Rettungskapseln gegeben. Neben dem Schutz der Raumfahrer vor den lebensfeindlichen Bedingungen im All war dabei oft auch die Rückkehrfähigkeit zur Erde vorgesehen. Nur weniges davon erreichte jedoch die Einsatzreife.
Auswahl einiger Rettungskapselprojekte:
- MOOSE (kurz für man out of space easiest), eine faltbare Rückkehrkapsel aus den 1960er Jahren, in der der Raumfahrer in seinem Raumanzug eingeschäumt werden sollte. Der Polyurethanschaum diente gleichzeitig als Hitzeschutz beim Wiedereintritt, als Aufpralldämpfer und Rettungsfloß.[21][22]
- Satellite Life Raft, ein Konzept für eine feste Einpersonen-Wiedereintrittskapsel mit Hitzeschild und Fallschirm[23]
- Satellite Life Boat, ein Konzept für eine feste Mehrpersonen-Wiedereintrittskapsel mit Hitzeschild und Fallschirm[24]
- Das EGRESS-Konzept von Martin Marietta basierte auf der bereits erprobten Rettungskapsel des Convair-B-58-Bombers, einer Art Kapselschleudersitz. Zusätzlich war es mit allesamt abwerfbaren Lageregelungstriebwerken, Bremsraketen und Hitzeschutzschild für den Wiedereintritt ausgestattet. Das System sollte 370 kg wiegen.[25][26]
- Für das Space Shuttle wurde in den 1970er Jahren ein Rettungsball, die Personal Rescue Enclosure, entwickelt.[27] Die Raumfähren waren nicht in der Lage, aneinander anzukoppeln. Im Notfall hätte die Evakuierung einer Besatzung zu einem Rettungsshuttle durchs offene Weltall erfolgen müssen. Der Rettungsball, vergleichbar mit einem 86 cm[27] durchmessenden aufblasbaren Wasserball, sollte dazu dienen, je einen Raumfahrer mit einem Kreislaufatemgerät einzuschließen und ihn dann – unterstützt durch Raumfahrer mit Raumanzug – zum Rettungsshuttle zu befördern. Er wurde jedoch niemals bei Raumflügen mit an Bord genommen. Stattdessen wurde die Evakuierung mit Raumanzügen in mehreren Durchgängen vorgesehen, wie z. B. für STS-400 konzipiert.
- In der Entwicklungsgeschichte des französisch/europäischen Raumgleiters Hermes war zeitweise – Ende der 1980er Jahre – auch eine Rettungskapsel in Form eines separierbaren Cockpits, wie im Abschnitt Luftfahrt beschrieben, vorgesehen.[28]
- ACRV (assured crew return vehicle, deutsch etwa: Zugesichertes Besatzungs-Rückkehrfahrzeug) war ein allgemeiner Begriff für die Entwicklung von Rettungskapseln und -fahrzeugen der NASA (1989) bzw. ESA[29] (1992) für die ISS bzw. ihre Vorläuferkonzepte. Die Studien wurden 1994 von der ESA zugunsten der X-38 (siehe unten) eingestellt.[30] Die Ergebnisse fanden jedoch Verwendung beim Atmospheric Reentry Demonstrator (Testflug 1998).
- Das Raumstation Alpha Lifeboat war eine Ableitung aus dem sowjetischen Sarja-Raumschiff (nicht zu verwechseln mit dem gleichnamigen ISS-Modul) von Energija ca. 1985–1989 für die damals geplante internationale Raumstation Alpha.[31] Sowohl das Sarja-Raumschiff als Nachfolger von Sojus als auch die Rettungskapsel wurden nicht realisiert.
- Der Raumgleiter NASA X-38 wurde bis 2002 zur Prototypenphase gebracht. Er war als reines Evakuierungsraumschiff ausgelegt. Seine Aufgabe wäre es gewesen, im Bedarfsfall auch verletzte und damit in ihrer Handlungsfreiheit eingeschränkte Raumfahrer von der Raumstation weitgehend automatisch sicher zur Erde zurückzubringen.
- Nicht im Weltall, sondern am Startturm standen für die Raumfahrer und Techniker des Space Shuttles Fluchtkapseln bzw. -körbe einer Fluchtseilbahn zur Verfügung. Sie brachten ihre Insassen zu einem Bunker und einem dort stationierten Panzerfahrzeug.[32]

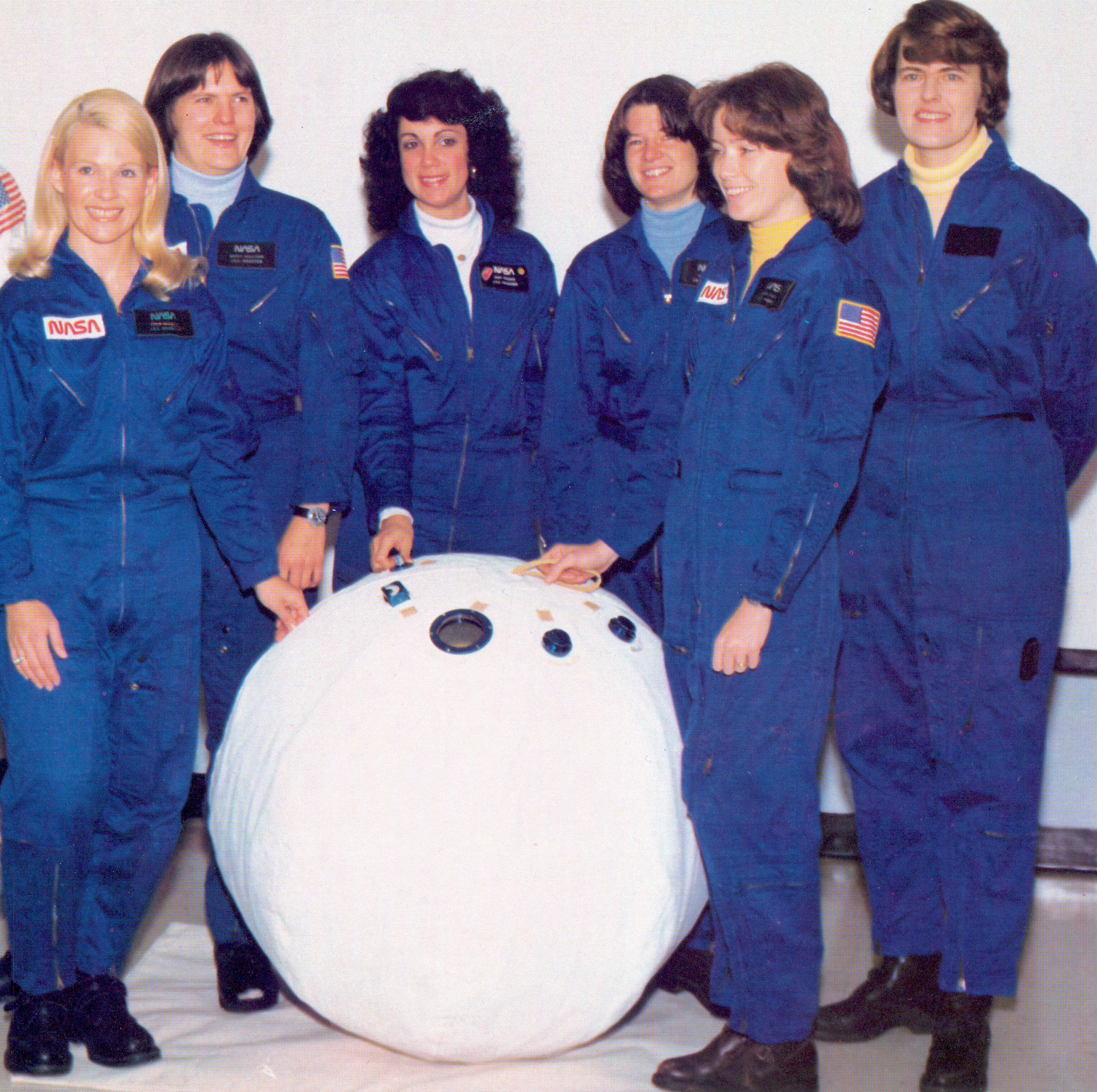
Rettungsball (Personal Rescue Enclosure)
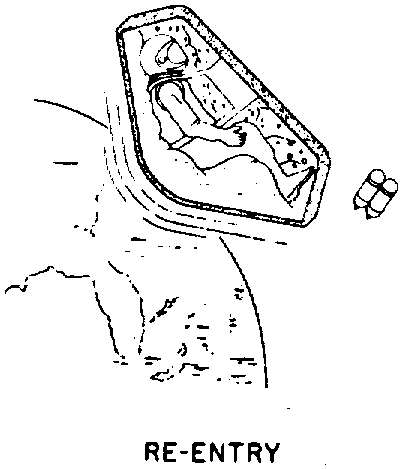
MOOSE – Der Raumfahrer sollte eingeschäumt werden
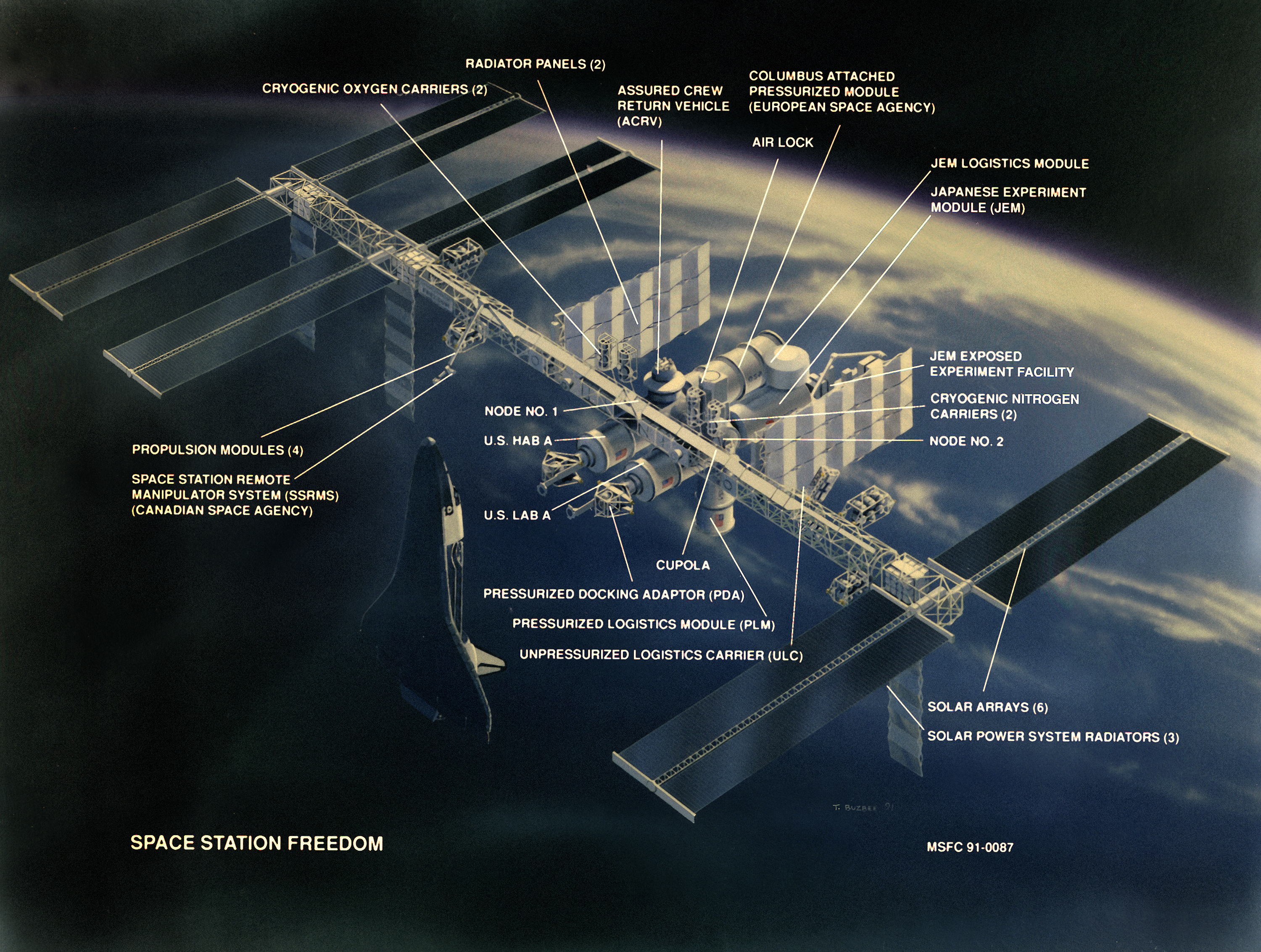
Entwurf der Raumstation Freedom mit ACRV
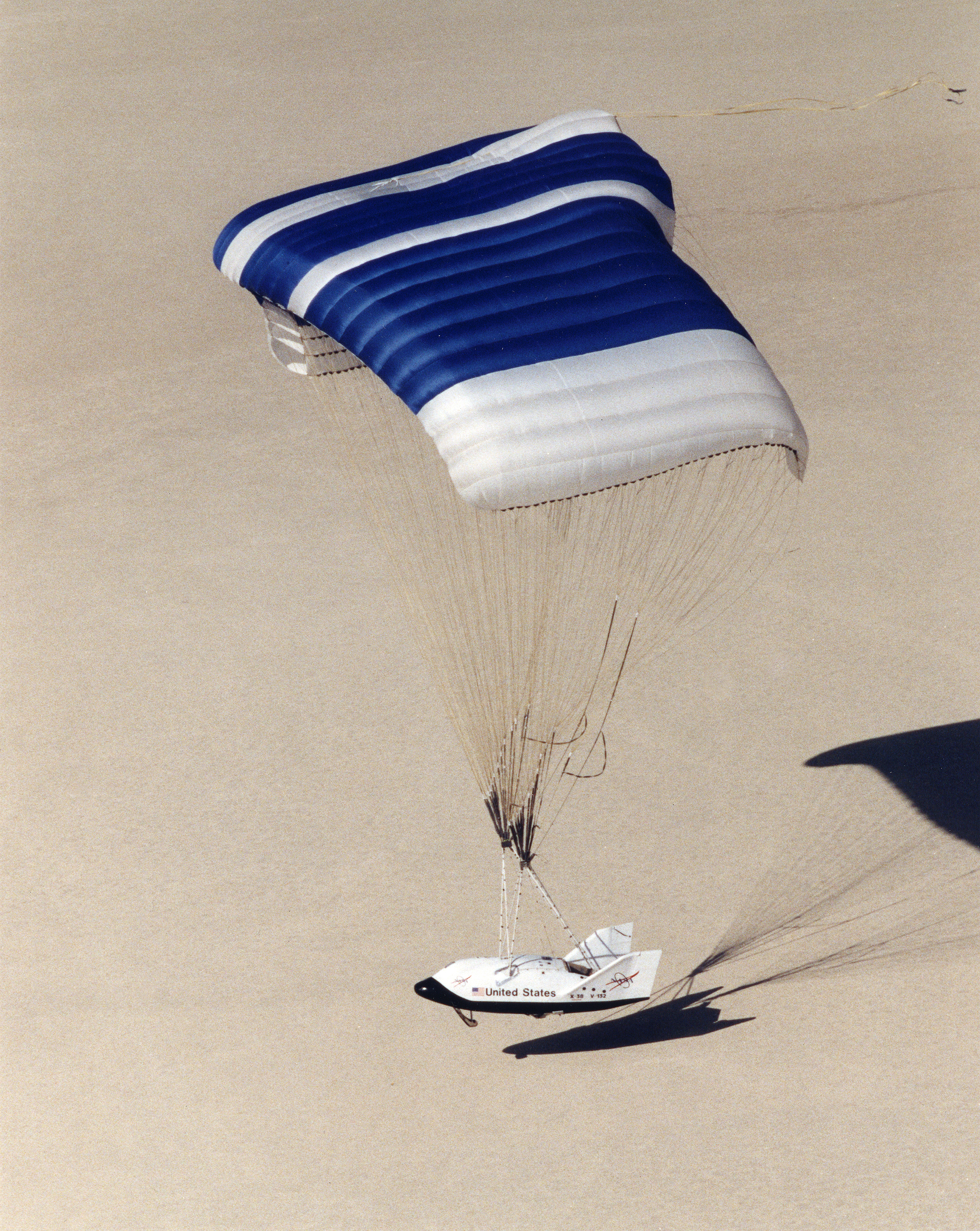
X-38 bei einem Test

## Schifffahrt und Meerestechnik

### Überwasserschifffahrt und -technik

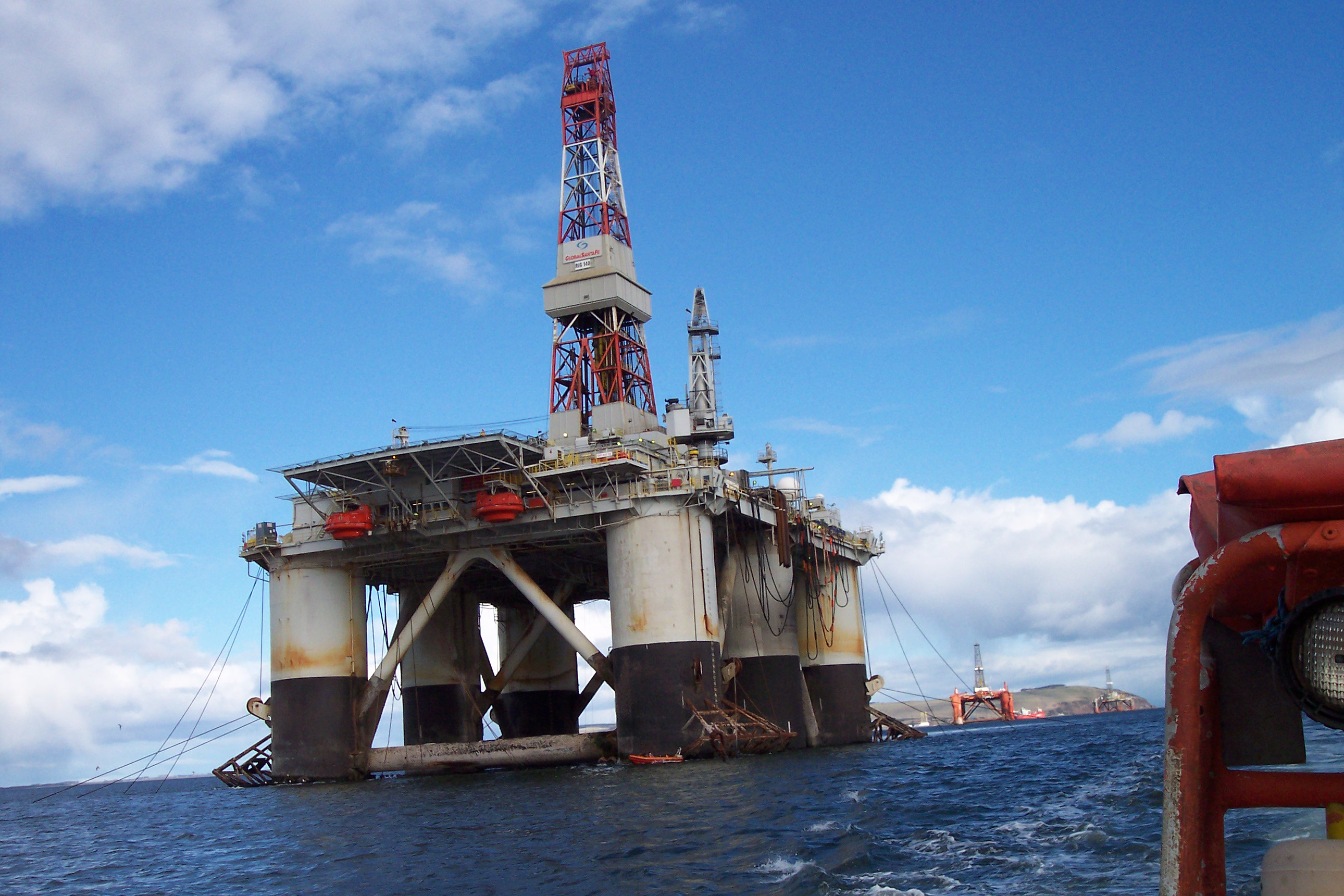
Bohrinsel mit Rettungskapseln

Während Schiffe meist mit Rettungsbooten oder aufblasbaren Rettungsflößen ausgestattet sind, kommen bei Offshorebauwerken, wie beispielsweise Bohrinseln oder Förderplattformen, auch Rettungskapseln zum Einsatz. Sie hängen zumeist in einer Plattform an einer Winde, von wo aus sie besetzt und anschließend herabgelassen werden.
Auch wenn Rettungskapseln ebenso wie dort eingesetzte Rettungsboote SOLAS-konform, unsinkbar, feuerbeständig inkl. Atemluftversorgung und Sprinklersystem, sowie mechanisch sehr robust sind, so gibt es doch einige konzeptuelle Unterschiede. Im Wasser angekommen wird das Seil ausgeklinkt und die Kapsel fährt mit ihrem Antrieb aus dem Gefahrenbereich heraus. Mit nur einem Aufhängepunkt ist das Herablassen deutlich weniger komplex und damit auch weniger fehleranfällig als bei Rettungsbooten, die mit je einem Haken am Bug und am Heck synchron abgelassen werden müssen. Auch das Aufnehmen einer Rettungskapsel gestaltet sich so deutlich einfacher. Der gesamte Prozess läuft komfortabler und kontrollierbarer ab als der „Abwurf“ eines Freifallrettungsbootes. Für deren sichere Benutzung ist intensives Training Voraussetzung. Dies ist bei professionellen Schiffsbesatzungen einfacher umzusetzen als bei Arbeitsplattformen, auf denen oft auch viel Personal mit weniger stark ausgeprägtem maritimen Hintergrund arbeitet. Nachteilig gegenüber Freifallbooten, die über ihren Impuls von der Abwurfstelle weggetrieben werden, ist jedoch, dass sich die Kapseln unter der Plattform noch immer im potenziellen Gefahrenbereich befinden und diesen nur mit Motorkraft verlassen können.
Die rundliche Form der Rettungsinsel kommt der mechanischen Stabilität zugute, falls die Kapsel gegen Hindernisse im Wasser oder eine Bordwand schlägt. Sie erleichtert auch das Manövrieren. Es können deutlich engere Kurven gefahren und teils sogar auf der Stelle gewendet werden. Dies ist zwischen den Strukturen der Offshorebauwerke und auch beim Einsammeln von Personen im Wasser von Vorteil.
Rettungskapseln für Offshore-Plattformen sind je nach Größe für etwa 20 bis zu 80 Personen ausgelegt. Für kleinere Schiffe hat die kanadische Firma Ovatek eine antriebslose Rettungskapsel entwickelt, die anstelle eines Rettungsfloßes mitgeführt werden kann. Sie ist Stand 2020 als Vier- und Sieben-Personen-Modell erhältlich, entspricht ebenfalls den SOLAS-Vorgaben und hat sich ebenso wie die größeren Modelle bereits bei Notfällen bewährt. Gegenüber einem aufblasbaren Rettungsfloß bietet sie den Vorteil, dass sie deutlich weniger Wartungsaufwand verursacht, da sie nicht regelmäßig entfaltet werden muss und so auch jederzeit für praktische Trainings zur Verfügung steht. Zudem bringt ihre feste Bauweise einige weitere Merkmale mit sich, die sich sonst nur bei geschlossenen Rettungsbooten finden. Dazu zählt eine hohe mechanische Robustheit und auch eine gewisse Feuerbeständigkeit.
Freifallrettungsboote, die Fallhöhen bis über 50 m realisieren können, erfüllen alle Merkmale einer Rettungskapsel. Sie schützen ihre Insassen und werden vom Träger durch ihre Gewichtskraft ausgestoßen. Bei ihrer Konstruktion wurde berücksichtigt, dass die Evakuierung sehr schnell und in sehr widriger und gefährlicher Umgebung erfolgen muss. Auch sie verfügen teilweise über eine eigene Luftversorgung. Zusätzlich besitzen sie einen Antrieb, und selbst Autopiloten, die sich beim Abwurf aktivieren, sind verfügbar. Der Zweck konventioneller Rettungsboote ist hauptsächlich die Evakuierung. Der Schutz der Insassen während dieser Phase ist dabei ein Zusatzaspekt. Sie werden als eigenständige Gattung von Rettungsmitteln betrachtet. Rettungsflöße – heutzutage zumeist aufblasbar – werden formal nicht den Rettungskapseln zugerechnet, obwohl moderne Flöße ihre Insassen ebenfalls einschließen, um sie vor den größten Unbillen der See zu schützen. Flöße für eine oder mehrere Personen sind oft auch Teil der Notfallausrüstung von Fluggeräten.

#### Geschichte der Offshore-Rettungskapseln
Die erste Offshore-Rettungskapsel geht auf Milton Brucker 1965 zurück. Sie wurde von der Brucker Life Sphere Company gefertigt und war für 28 Personen ausgelegt. Sie bestand aus glasfaserverstärktem Kunststoff, erinnerte in ihrer Form an eine fliegende Untertasse und konnte Feuer bis zu einer Stunde widerstehen. Der interne Dieselmotor erlaubte nicht nur das Verlassen der Gefahrenzone, sondern wurde auch als Wärmequelle für die Insassen angepriesen. Die damals verwendete Konstruktion konnte sich nur von einem Winkel von bis zu 125° wieder selbst aufrichten, war also noch kein Selbstaufrichter, ein Umstand, der 1976 relevant werden sollte.
1972 kaufte Whittaker Survival Systems das Patent von Brucker und fertigte seine erste Rettungskapsel. Während des Zertifizierungsprozesses prägte die US-Küstenwache den Ausdruck TEMPSC (Totally Enclosed Motor Propelled Survival Craft – auf Deutsch: Vollkommen geschlossenes motorgetriebenes Überlebensfahrzeug). 1974 wurde der Vorschlag des TEMPSC-Designs den SOLAS-Regelwerk hinzugefügt.
Erst 1978 wurden Freifallrettungsboote in der heute bekannten Form zugelassen. Mit der SOLAS-Überarbeitung von 1983 wurden TEMPSC-konforme geschlossene Rettungskapseln, geschlossene Rettungsboote, bzw. Freifallrettungsboote u. a. auf bestimmten Frachtschiffen und Offshore-Arbeitsplattformen für Neubauten ab dem Jahr 1986 vorgeschrieben.
Am 15. April 1976 ereignete sich im Golf von Mexiko der einzige bekannte tödliche Rettungskapselunfall, als bei schlechtem Wetter die Bohrinsel Ocean Express kenterte. Die Mannschaft konnte sich vorerst erfolgreich in zwei Rettungskapseln retten, einige weitere Kapseln waren bereits weggerissen und fortgespült worden. Beide Kapselbesatzungen klagten hinterher über Atemprobleme durch die Gase, die durch Farbe auf den heißen Teilen der Motoren im Inneren entstanden. Die 14 Insassen der einen Rettungskapsel wurden bei schwerer See von der Nicole Martin aufgenommen. Bei der zweiten Rettungskapsel entwickelte sich die Rettungsaktion sehr viel dramatischer. Das Festmachen der Kapsel an der Gulf Viking misslang. In der Folge drehte sich die Rettungskapsel auf den Kopf. Sieben der Insassen konnten sich nach draußen retten, die 13 verbliebenen fanden in der halb gefluteten kopfüber treibenden Kapsel den Tod. Es wurde errechnet, dass die Luftblase für maximal 30 Minuten Luft geboten hatte. Im Nachgang führte der Untersuchungsbericht der US-Küstenwache zu einer langen Liste von Verfehlungen und Verbesserungsvorschlägen für die gesamte Schleppaktion, die Wettervorhersage und auch für die Rettungskapseln, die damals offensichtlich nicht selbstaufrichtend konstruiert bzw. nicht auf diesen Fall vorbereitet waren.
Im Jahr 1985 wurden vom Rettungskapselhersteller Whittaker in einem Zeitungsinterview Produktionszahlen von 85 bis 240 Kapseln pro Jahr angegeben. 936 Leben waren bei 33 Zwischenfällen gerettet worden.

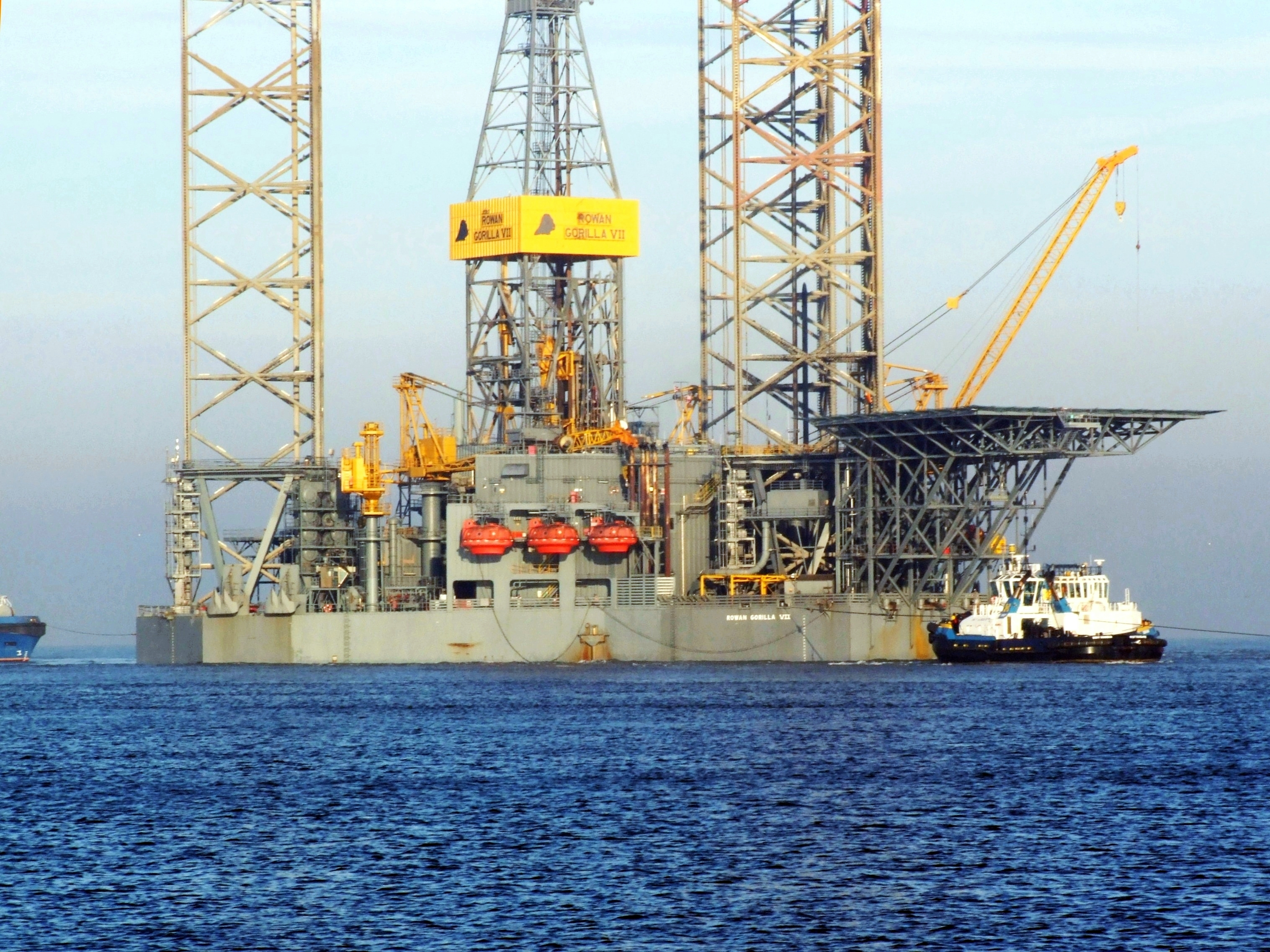
Rettungskapseln an einer Bohrinsel
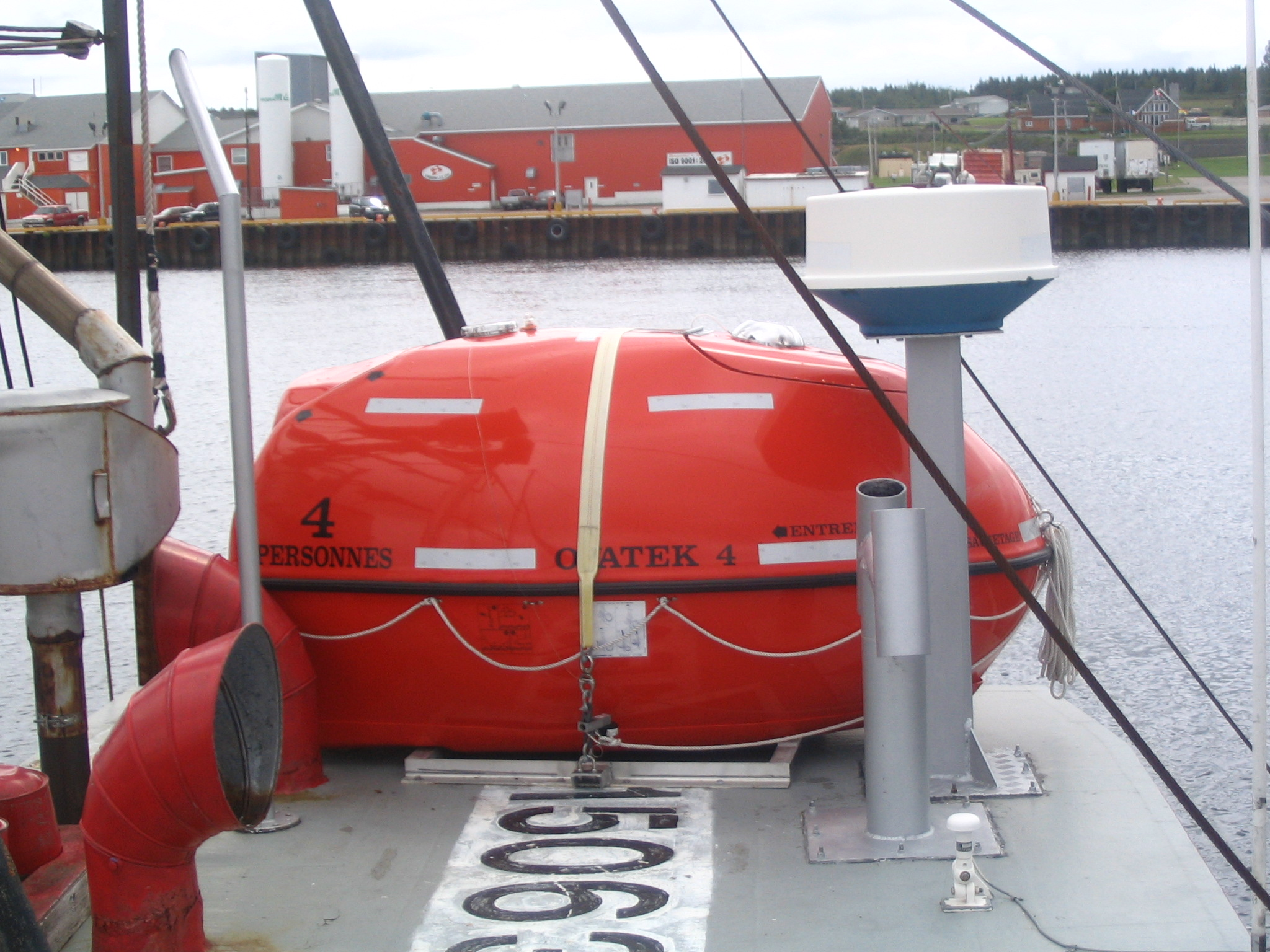
Rettungskapsel auf einem Fischerboot
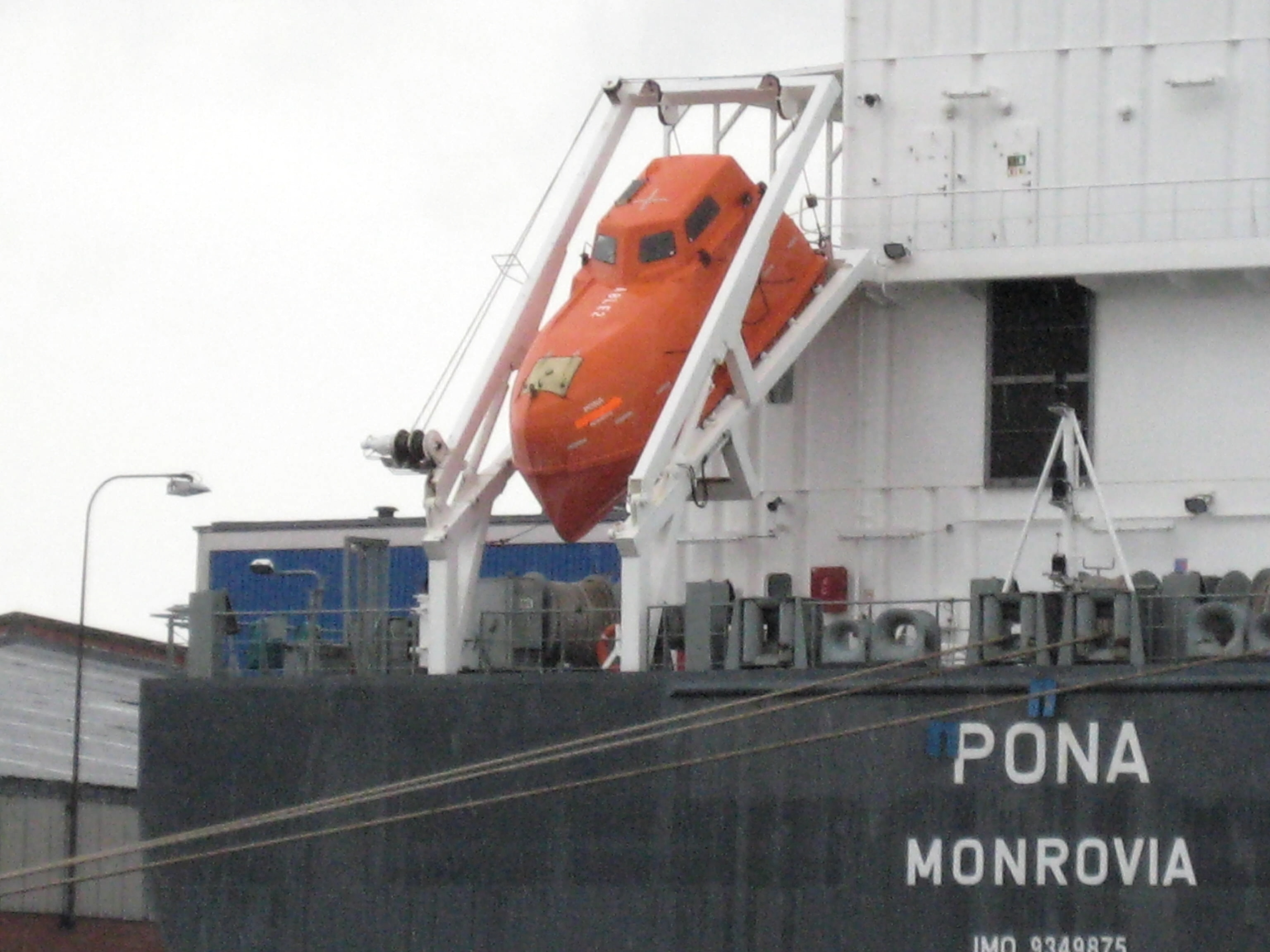
Freifallrettungsboot auf der Ablaufschiene
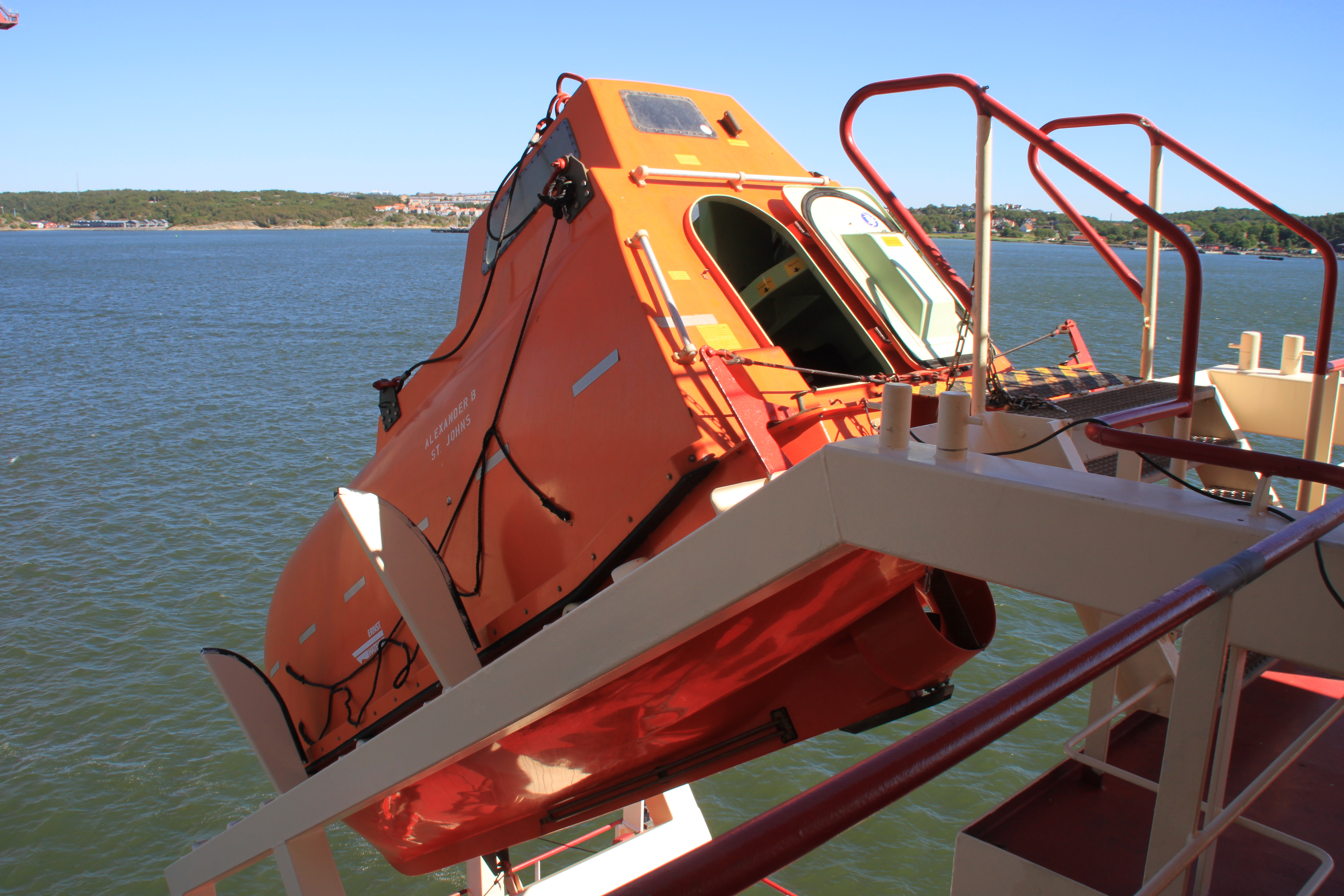
Freifallrettungsboot: Heck mit Luke
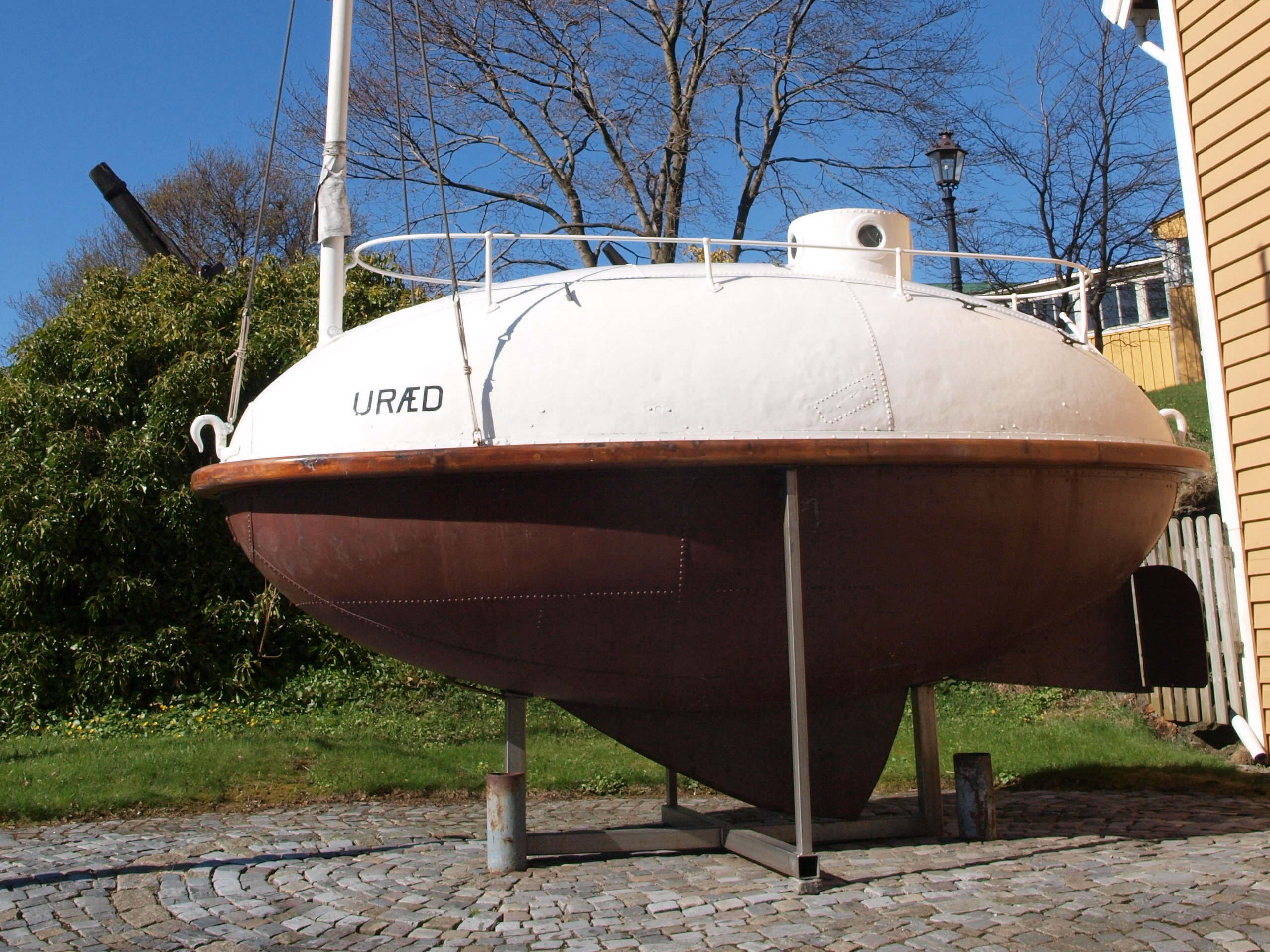
Geschlossener Rettungsbootprototyp von 1904
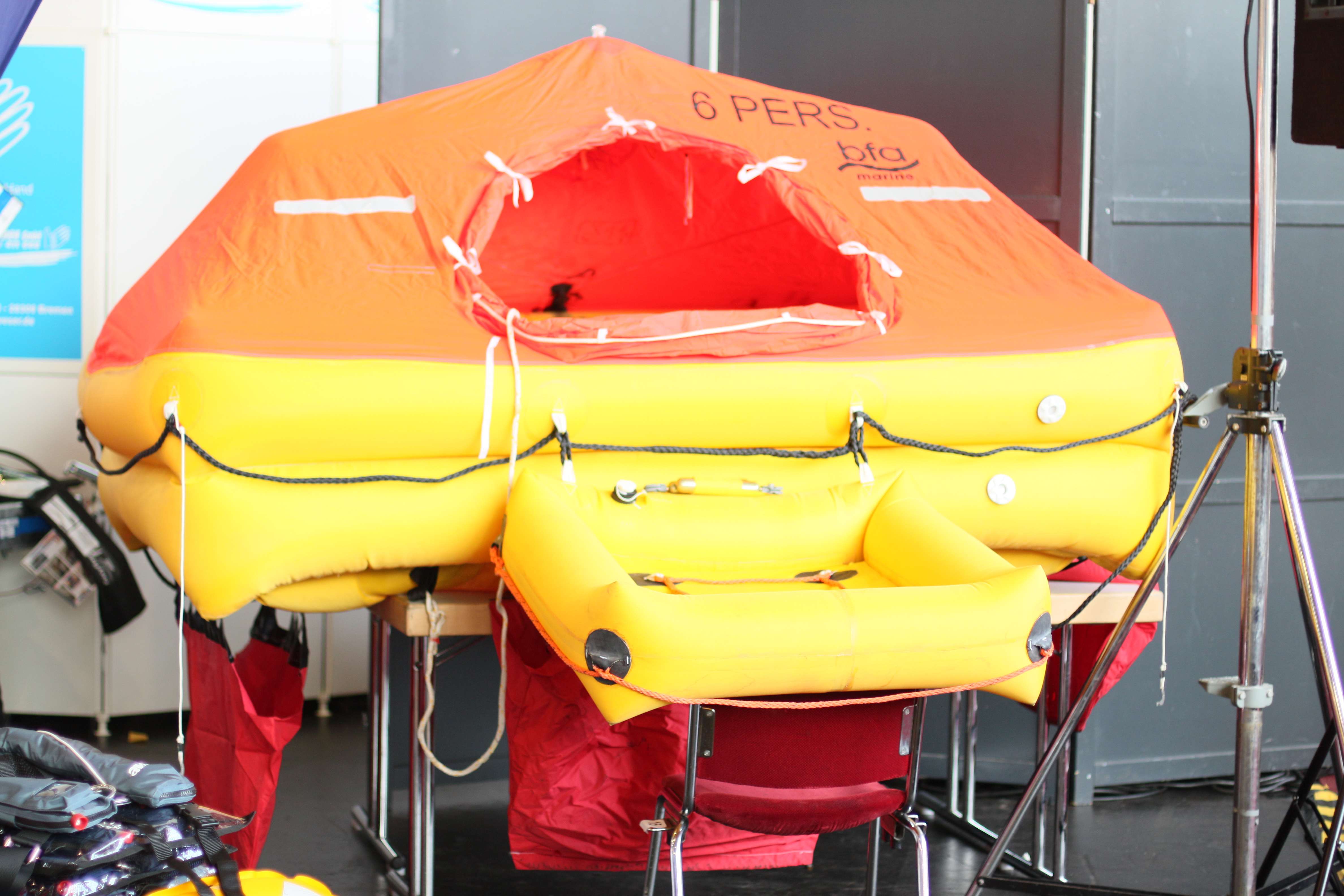
Rettungsfloß

### U-Boote und Unterseetechnik

Projekt 971-Rettungskapsel

Am 23. Mai 1939 sank das US-amerikanische U-Boot USS Squalus. Auch wenn 26 der 59 Personen an Bord schon beim Untergang starben, so gelang es doch, die Überlebenden mit einer Rettungskapsel in Form einer Taucherglocke zu retten. Die Rettungskapsel wurde später ausgestellt.
Die vier ab 1981 in Deutschland für Indien entwickelten und teilweise gefertigten U-Boote des Typs Klasse 209/1500 (Shishumar-Klasse) verfügen vor dem Turm über eine Rettungskapsel für die gesamte bis zu 40-köpfige Mannschaft.
Auch von einigen sowjetischen und russischen Militär-Unterseebooten ist trotz der starken Geheimhaltung bekannt, dass sie über eine oder mehrere Rettungskapseln verfügen, um im Notfall die Mannschaft aufzunehmen und zur Wasseroberfläche zu bringen. Teils wird auch vermutet, dass alle russischen U-Boote damit ausgerüstet sind. Bekannt sind:
- Projekt 705 Lira (NATO-Code: Alfa-Klasse)
- Projekt 885 Jasen (NATO-Code: Graney-Klasse, bzw. Sewerodwinsk-Klasse); 2014 veröffentlichte das russische Verteidigungsministerium Fotos und Videos von einem bemannten Test einer solchen Kapsel.[53]
- Projekt 685 Plawnik (NATO-Code Mike-Klasse); es gab nur einen Prototyp bzw. ein Boot in dieser Klasse, die K-278 Komsomolez. Bei ihrem Untergang 1998 kam die Rettungskapsel zum Einsatz, jedoch überlebten nur wenige Besatzungsmitglieder.[54]
- Projekt 941 Akula (NATO-Code: Typhoon-Klasse) je eine links und rechts vom Turm[55]
- Projekt 945 Barrakuda und Projekt 945A Kondor (NATO-Code: Sierra I und II); Projekt 945 besitzt eine,[56] 945A zwei Rettungskapseln im Turm.[57]
- Projekt 949 mit K-329 Belgorod (vermutet)[58]
- Projekt 949 Granit (NATO-Code: Oscar-Klasse); zwei Boote aktiv von 1980 bis 1998
- Projekt 949A Antey (NATO-Code: Oscar-II-Klasse); beim Untergang der Kursk war die Besatzung nicht in der Lage, die Rettungskapsel zu nutzen.
- Projekt 955 Borei (NATO-Code: Borei-Klasse)[59] Eine Russia-Today-Dokumentation stellt das Innenleben und die Funktionsweise der Kapsel vor.[60]
- Projekt 971 Schtschuka-B (NATO-Code: Akula)[60][61]

Von den U-Booten anderer Nationen sind keine integrierten Rettungskapseln bekannt, dort werden Tauchretter als Rettungsausrüstung mitgeführt, die den Notausstieg in nicht allzu großer Wassertiefe erlauben sollen. Mittlerweile werden Tauchretter mit Überlebensanzug und integriertem Rettungsfloß genutzt (englisch: Submarine Escape Immersion Equipment). Grundsätzlich bevorzugen die Marinen jedoch die Rettung von außen mittels Tauchglocken, wie bei der USS Squalus, oder spezieller Rettungs-U-Boote, die an den Havaristen andocken.

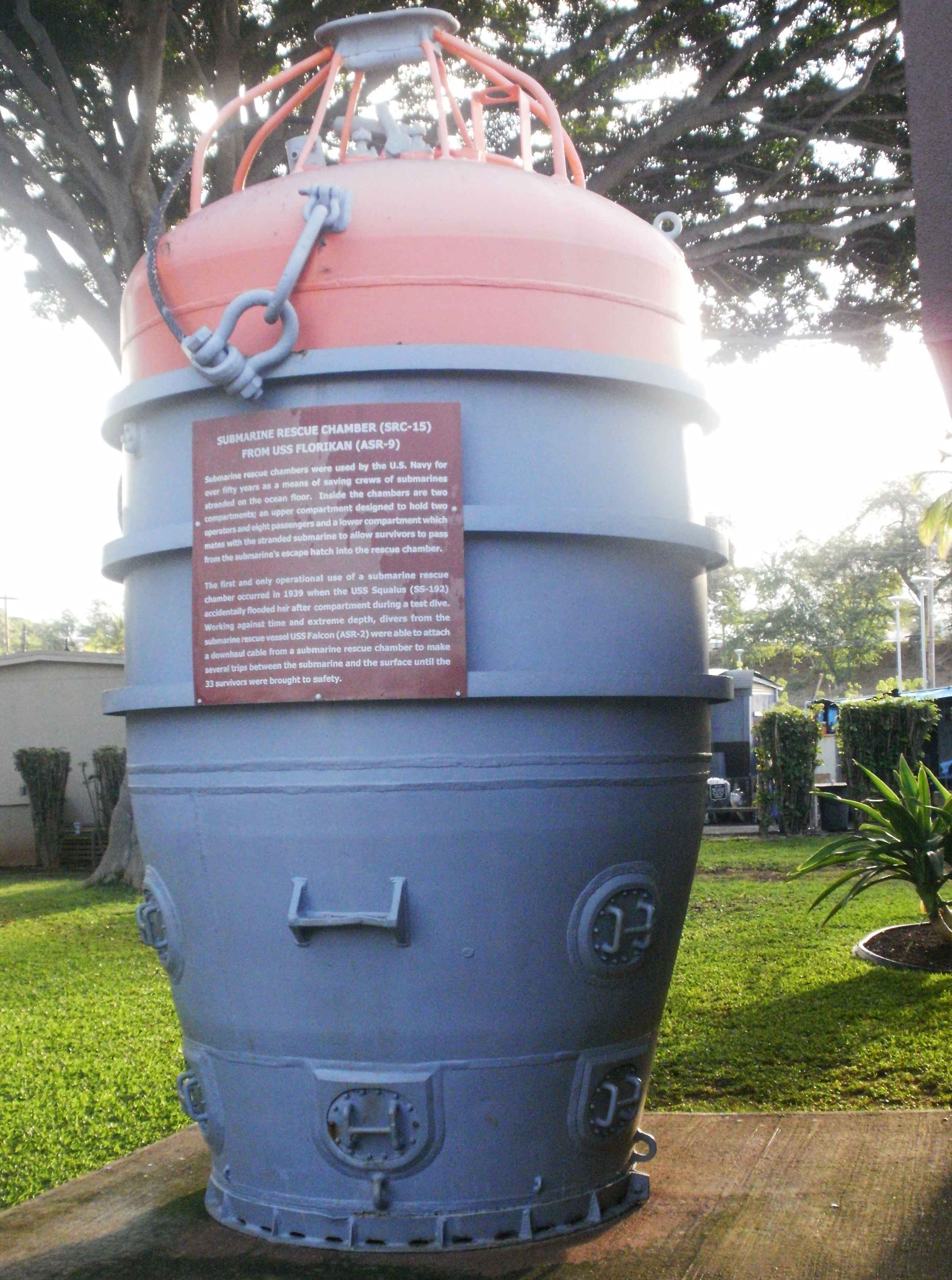
Ausgestellte Rettungskapsel des USS Squalus-Unfalls
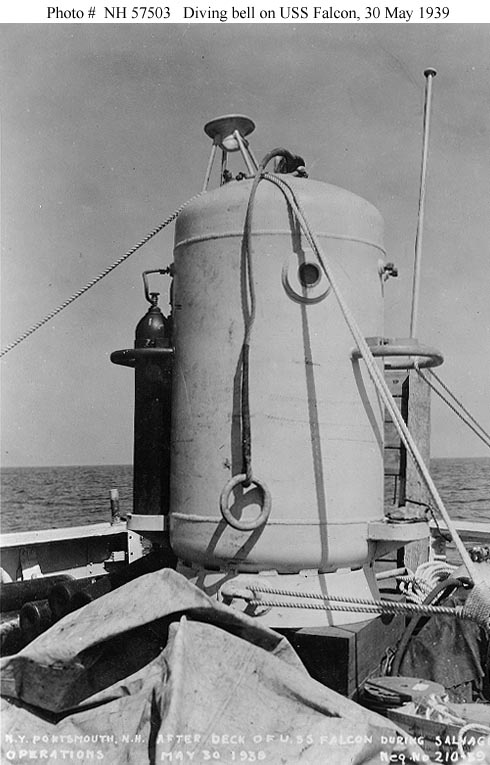
Prototyp der McCann Rescue Chamber
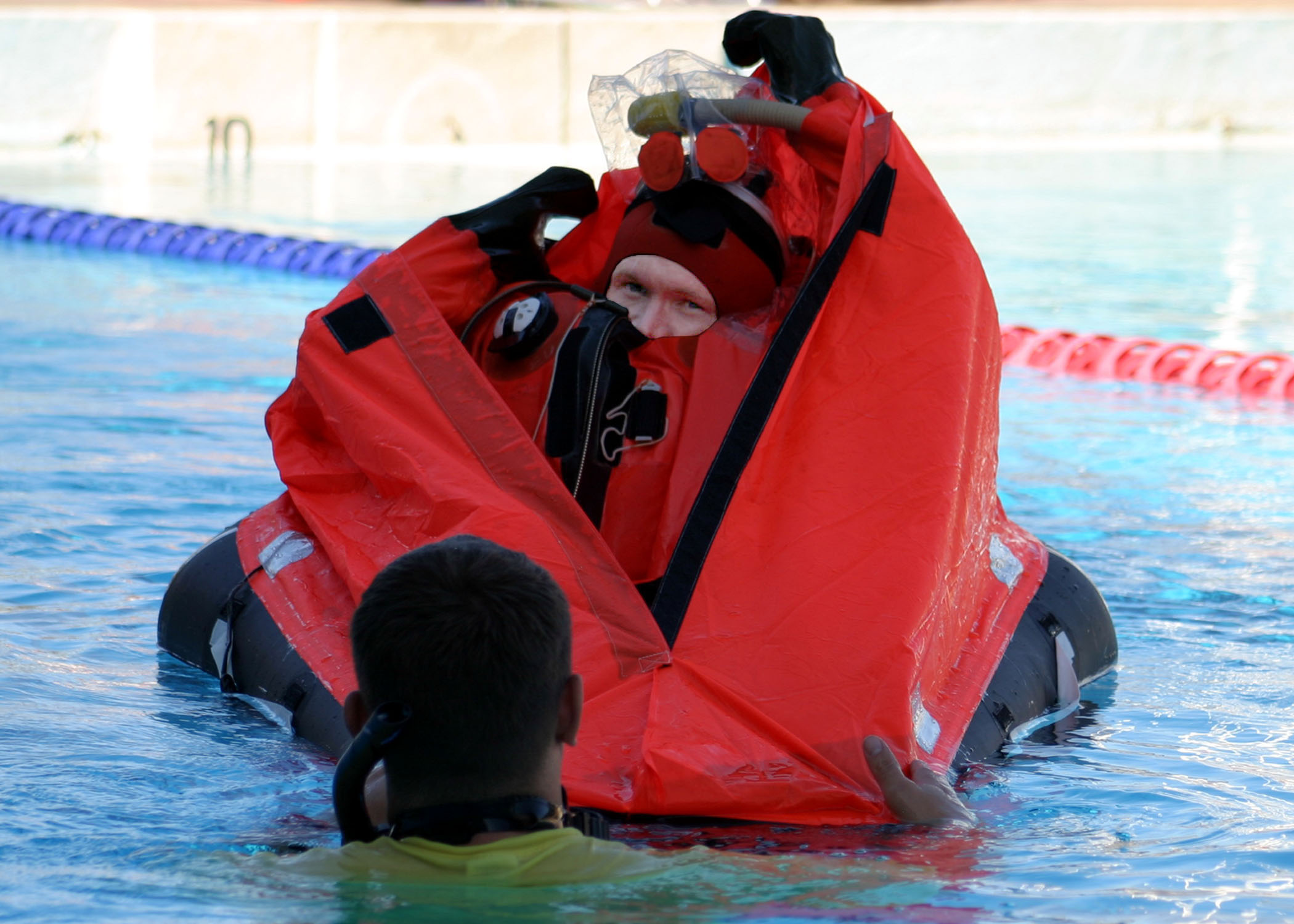
MK10 Submarine Escape Immersion Equipment (SEIE)
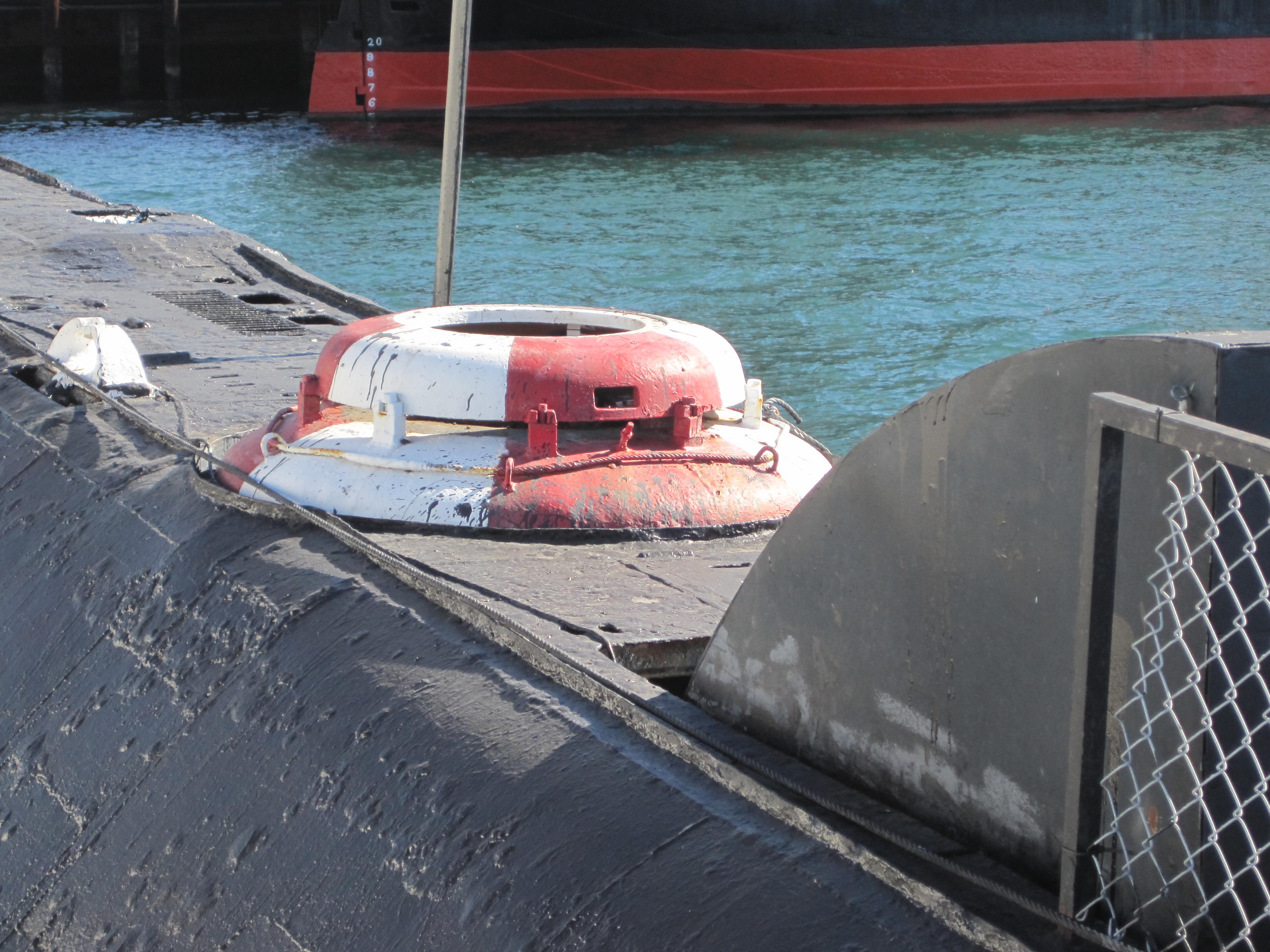
Rettungskapsel auf der B-39 (Projekt 641)

## Weitere Anwendungen und Trivia
- Im Zweiten Weltkrieg platzierten die deutschen Streitkräfte rund 100 Rettungsbojen im Ärmelkanal. Diese fest verankerten und umfangreich ausgerüsteten Kapseln sollten notgewasserten Flugzeugbesatzungen Schutz bis zur Bergung bieten. Sowohl deutsche, als auch englische Besatzungen profitierten davon[62]. Später im Krieg installierte die Britische Luftwaffe ein ähnliches System aus umgerüsteten, ebenfalls fest verankerten, antriebslosen Booten.
- Die 1955 in Deutschland entwickelte Dahlbuschbombe ist ein Rettungsgerät für Untertageevakuierungen. Die längliche Kapsel wird genutzt, um Menschen nach Grubenunglücken durch Bohrlöcher mit mindestens 40 cm Durchmesser zu retten.
- Speziell nach den beiden großen Tsunami-Katastrophen im Indischen Ozean 2004 und in Japan 2011 startete eine ganze Reihe von Projekten, um Rettungskapseln für den Tsunamifall zu entwickeln. Oft handelte es sich dabei um mehr oder weniger kugelförmige Behälter, die kurzzeitig Schutz in einer trümmergefüllten Flutwelle für eine oder mehrere Personen bieten sollen. Teilweise wurde auch umfangreicher ausgestattete Prototypen präsentiert.[63][64][65]
- In Südkorea wurde ein Konzept entwickelt, um das Problem fehlender Rettungsgassen auf Autobahnen zu umgehen. Es wurde vorgeschlagen, eine Rettungskapsel auf der Mittelleitplanke fahren zu lassen.[66][67]
- In Den Haag/Holland wurden Offshore-Rettungskapseln zu Übernachtungsmöglichkeiten umgebaut.[68]
- Rettungskapseln sind auch immer wieder Gegenstand von Science-Fiction-Inszenierungen. Häufig verfügen dort große Raumschiffe über ganze Batterien von Rettungskapseln. Auch fiktive Unterseeboote wie zum Beispiel die SeaQuest DSV sind entsprechend ausgestattet.[69] In den Bavaria-Filmstudios ist eine fiktive Rettungskapsel der Air Force One aus den Dreharbeiten zum Film Big Game – Die Jagd beginnt (2014) ausgestellt.[70]

## Verwandte Einrichtungen
- Dekompressionskammern stellen nach einem Tauchunfall oder auch bei Untertageunfällen wieder Überdruckbedingungen her, um die Dekompressionskrankheit zu vermeiden.
- Rettungsbaken sind fest installierte Einrichtungen im Wattenmeer oder stark gezeitenabhängigen Gewässern, die gestrandeten Seefahrern oder Touristen einen Zufluchtsort bei Flut bieten sollen.